# Saint-Urbain (Finistère)
Pour les articles homonymes, voir Saint-Urbain.
Saint-Urbain [sɛ̃tyʁbɛ̃] (en breton : Lannurvan) est une commune du département du Finistère, dans la région Bretagne, en France.

## Géographie

### Présentation
Située en Cornouaille, mais proche du sud du Léon, entre l'estuaire de l'Élorn et les monts d'Arrée, proche de la rade de Brest, la commune de Saint-Urbain est à l'écart des grands axes routiers, mais la commune est proche de la route nationale 165 allant de Brest à Quimper et Nantes. La commune est peu éloignée de Brest par la voie rapide (15 min), de Landerneau (ville de 15 500 habitants) ou encore de son chef-lieu de canton, Daoulas réputé par son marché. La gare de Dirinon - Loperhet, sur la voie ferrée allant de Landerneau à Quimper, se trouve à 4 km. La commune est juste un peu au nord du parc naturel régional d'Armorique.
La commune est très vallonnée, les altitudes au sein du finage communal allant de 2 mètres (au niveau du viaduc de chemin de fer, à la limite de Daoulas) à 178 mètres à l'est (plateau de Ploudiry), l'altitude moyenne étant de 90 mètres, même si le bourg se trouve vers 110 mètres d'altitude.
Des gisements de kaolin ont été exploités à Kersulec et près de Kerbaol. Celui de Kersulec a été utilisé par la faïencerie de Daoulas et celui de Kerbaol envoyé sous forme d'une solution fluide par des canalisations jusqu'à la briqueterie de Landerneau. L'habitat traditionnel est construit en moellons associant du microgranite jaune de Logonna, du microgranite local, du kersanton et des schistes bleus dévoniens ; c'est le cas par exemple pour les constructions dépendant du manoir de Beuzidou.
Une carte présentant les localisations au sein du territoire communal est consultable sur Internet.

### Localisation
| Dirinon | Pencran                  | La Martyre              |
| Dirinon | Saint-Urbain (Finistère) | Tréflévénez             |
| Daoulas | Irvillac                 | Irvillac, Monts d'Arrée |

### Hydrographie
Pour un article plus général, voir Réseau hydrographique du Finistère.
La commune est située dans le bassin Loire-Bretagne. Elle est drainée par la Mignonne et divers autres petits cours d'eau,.
La Mignonne, dénommée aussi rivière de Daoulas, est le principal cours d'eau et forme la limite communale avec Irvillac. D'une longueur de 19 km, elle prend sa source dans la commune de Saint-Eloy et se jette  dans la Mer Celtique  à Daoulas, après avoir traversé six communes.  Les caractéristiques hydrologiques de la Mignonne sont données par la station hydrologique située sur la commune d'Irvillac. Le débit moyen mensuel est de 1,49 m3/s. Le débit moyen journalier maximum est de 28,3 m3/s, atteint lors de la crue du 26 janvier 1995. Le débit instantané maximal est quant à lui de 57,7 m3/s, atteint le 23 novembre 2012. La bonne qualité écologique de ses eaux et de celle de ses affluents comme le Lézuzan et le Creach Balbe, est attestée par le retour de la loutre : en 2008 une épreinte de loutre a été trouvée près du Steir Vian et des témoignages d'habitants de Trévarn attestent de son retour.
L'ancien chemin d'avant la route royale aménagée au XVIIIe siècle allant de Quimper à Landerneau franchissait la Mignonne à Stang Meyet où subsiste le vieux pont qui permettait de franchir ce cours d'eau. La vallée de la Migonne, très encaissée dans sa partie aval, a nécessité la construction d'un viaduc (dit "viaduc de Daoulas", mais situé en fait sur le territoire de la commune de Saint-Urbain) pour que la voie ferrée allant de Quimper à Landerneau puisse la franchir.

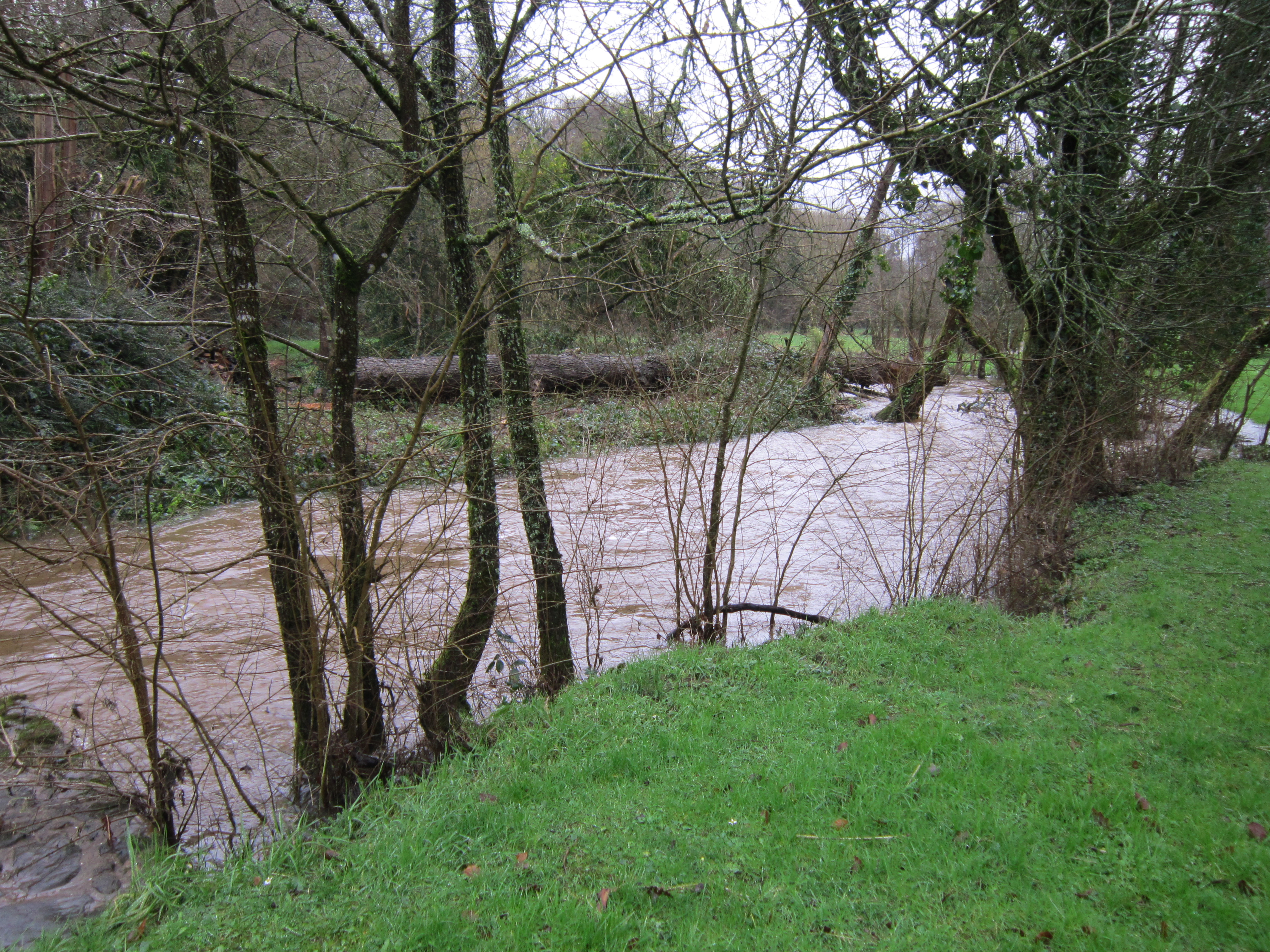
La Mignonne en crue juste en aval du moulin de Stang Meyet (limite communale entre Saint-Urbain et Irvillac).
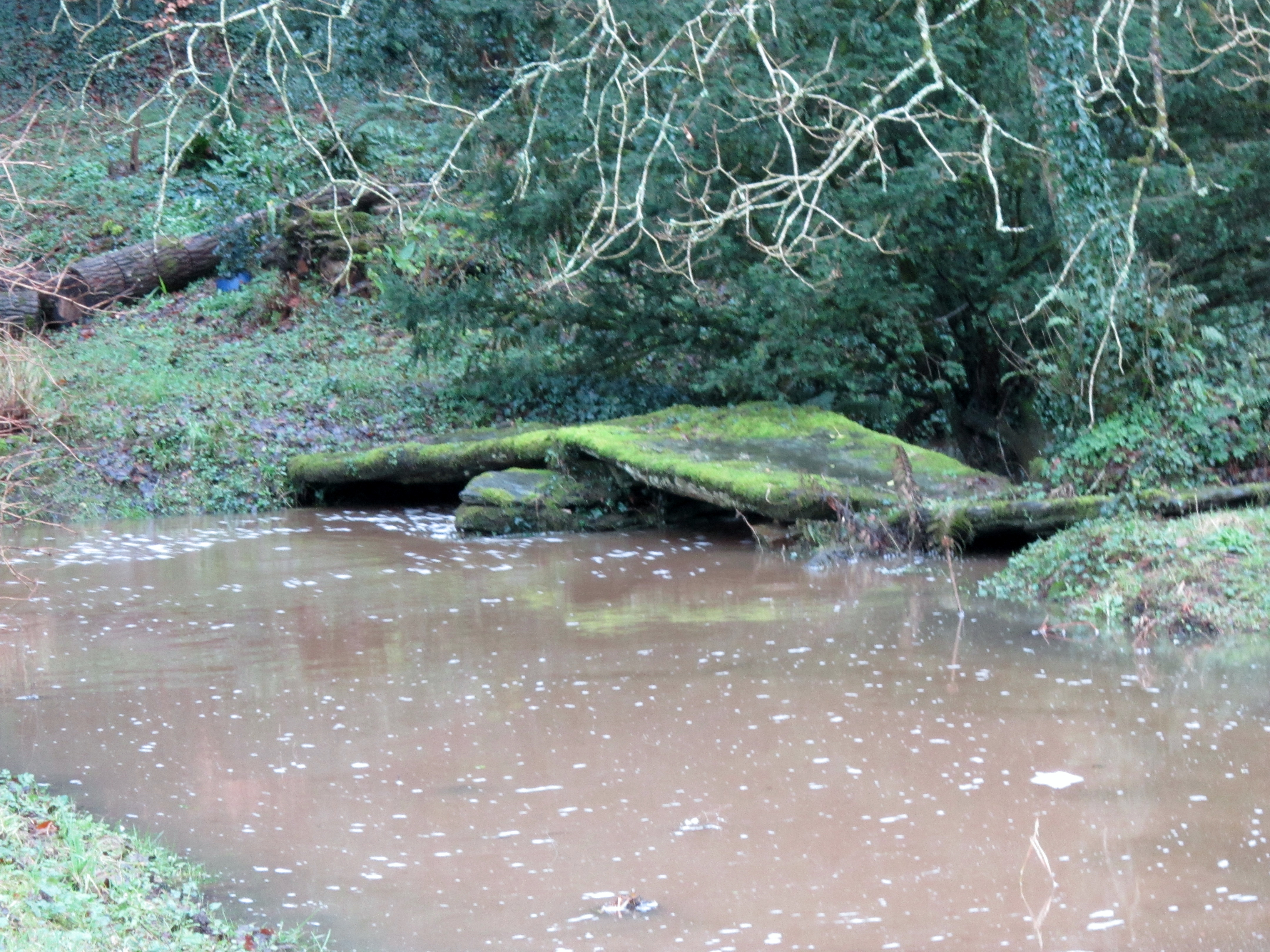
Ancien pont sur la Mignonne à Stang Meyet (limite des communes de Saint-Urbain et Irvillac).
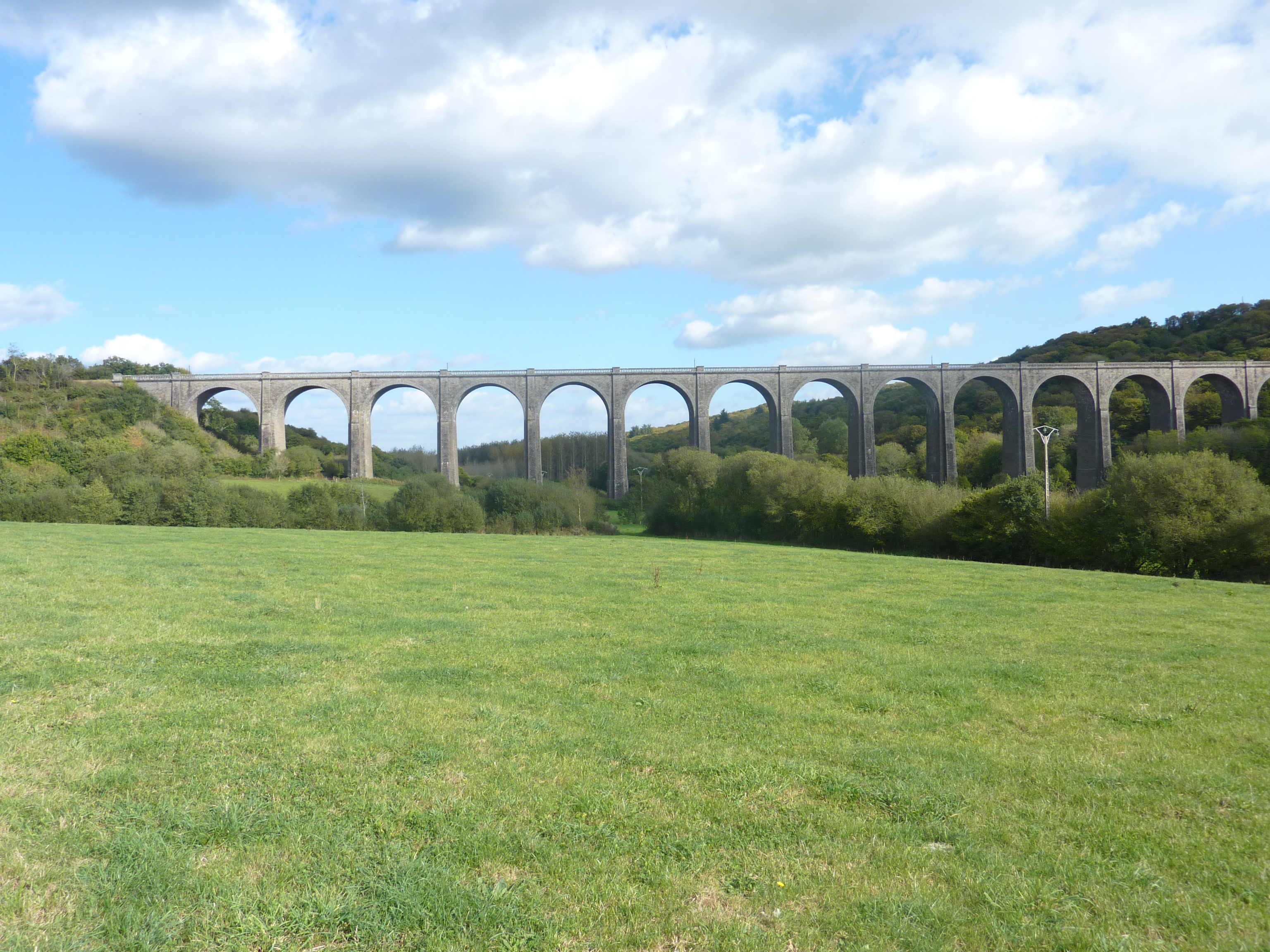
Le viaduc ferroviaire de Daoulas sur la Mignonne.

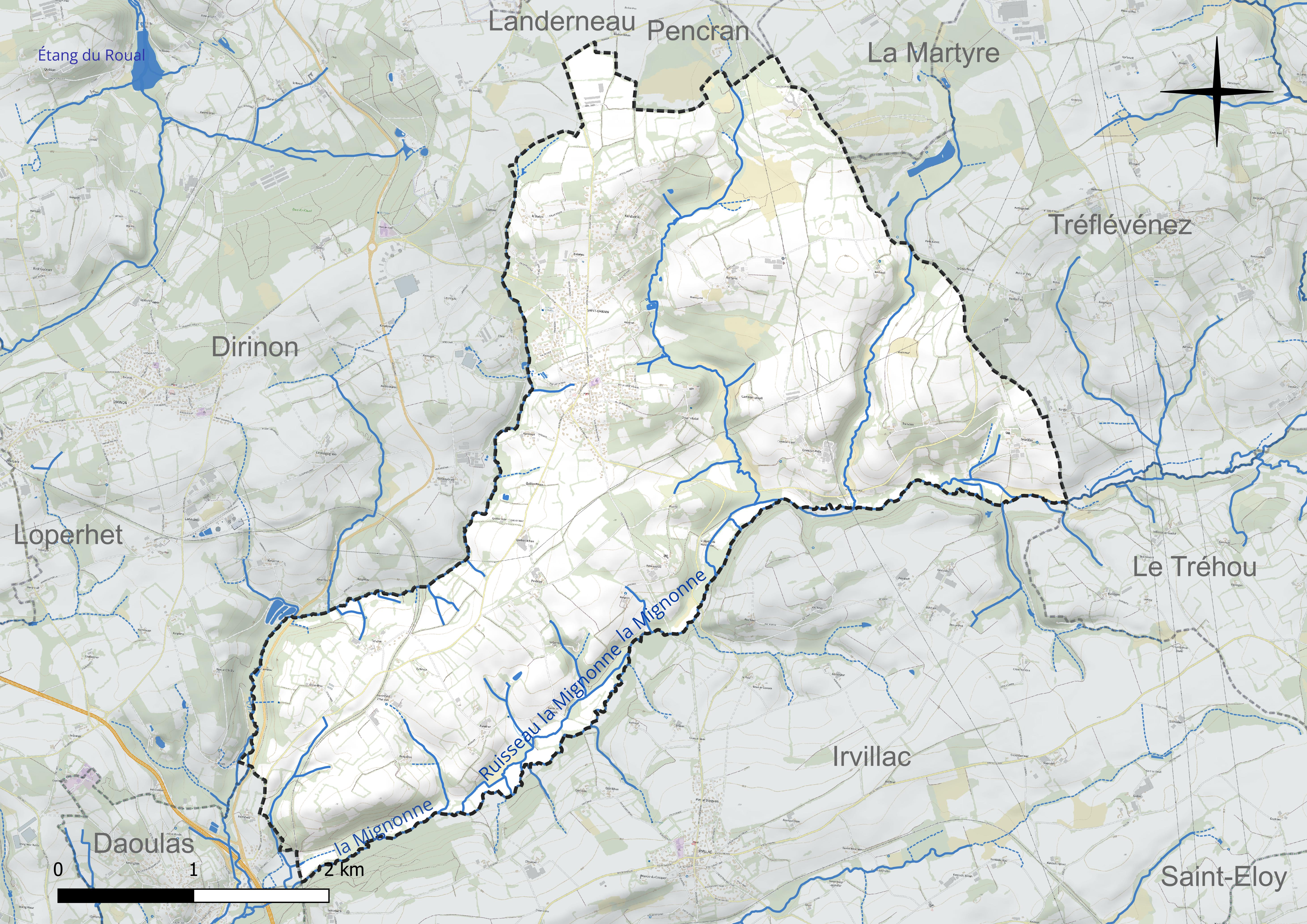
Réseau hydrographique de Saint-Urbain.

### Climat
Pour des articles plus généraux, voir Climat de la Bretagne et Climat du Finistère.
En 2010, le climat de la commune est de type climat océanique franc, selon une étude du CNRS s'appuyant sur une série de données couvrant la période 1971-2000. En 2020, Météo-France publie une typologie des climats de la France métropolitaine dans laquelle la commune est exposée à un climat océanique et est dans la région climatique Finistère nord, caractérisée par une pluviométrie élevée, des températures douces en hiver (6 °C), fraîches en été et des vents forts. Parallèlement l'observatoire de l'environnement en Bretagne publie en 2020 un zonage climatique de la région Bretagne, s'appuyant sur des données de Météo-France de 2009. La commune est, selon ce zonage, dans la zone « Monts d'Arrée », avec des hivers froids, peu de chaleurs et de fortes pluies.  
Pour la période 1971-2000, la température annuelle moyenne est de 11 °C, avec une amplitude thermique annuelle de 10,5 °C. Le cumul annuel moyen de précipitations est de 1 139 mm, avec 16,2 jours de précipitations en janvier et 8,5 jours en juillet. Pour la période 1991-2020, la température moyenne annuelle observée sur la station météorologique la plus proche, située sur la commune de Sizun à 11 km à vol d'oiseau, est de 11,2 °C et le cumul annuel moyen de précipitations est de 1 345,3 mm,. Pour l'avenir, les paramètres climatiques de la commune estimés pour 2050 selon différents scénarios d'émission de gaz à effet de serre sont consultables sur un site dédié publié par Météo-France en novembre 2022.

## Urbanisme

### Typologie
Au 1er janvier 2024, Saint-Urbain est catégorisée bourg rural, selon la nouvelle grille communale de densité à 7 niveaux définie par l'Insee en 2022.
Elle est située hors unité urbaine. Par ailleurs la commune fait partie de l'aire d'attraction de Brest, dont elle est une commune de la couronne,. Cette aire, qui regroupe 68 communes, est catégorisée dans les aires de 200 000 à moins de 700 000 habitants,.

### Occupation des sols
L'occupation des sols de la commune, telle qu'elle ressort de la base de données européenne d'occupation biophysique des sols Corine Land Cover (CLC), est marquée par l'importance des territoires agricoles (72,9 % en 2018), en augmentation par rapport à 1990 (70,8 %). La répartition détaillée en 2018 est la suivante : 
zones agricoles hétérogènes (38,5 %), terres arables (32,2 %), forêts (15,1 %), zones urbanisées (6,4 %), milieux à végétation arbustive et/ou herbacée (3,5 %), prairies (2,2 %), espaces verts artificialisés, non agricoles (2,1 %). L'évolution de l'occupation des sols de la commune et de ses infrastructures peut être observée sur les différentes représentations cartographiques du territoire : la carte de Cassini (XVIIIe siècle), la carte d'état-major (1820-1866) et les cartes ou photos aériennes de l'IGN pour la période actuelle (1950 à aujourd'hui).

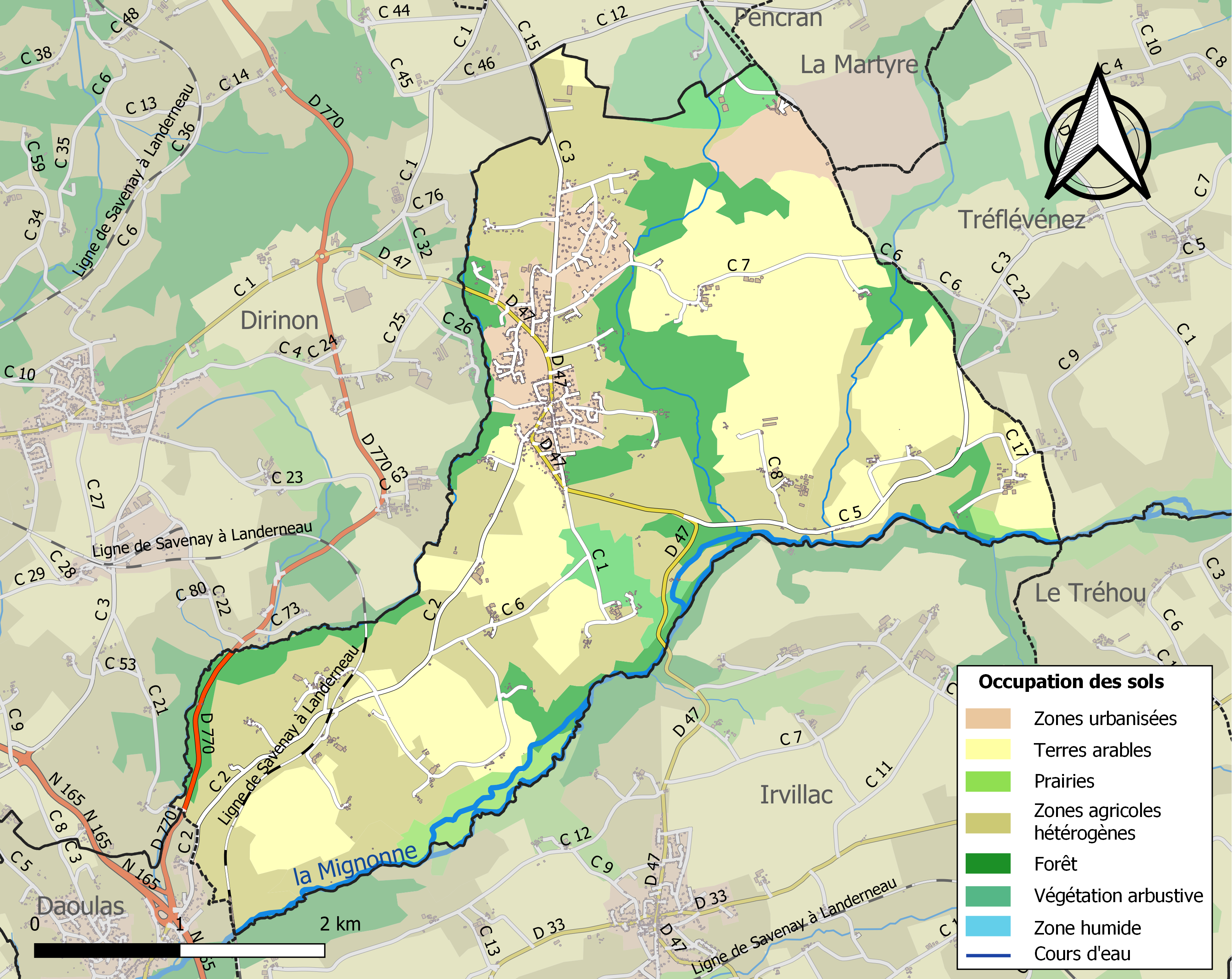
Carte des infrastructures et de l'occupation des sols de la commune en 2018 (CLC).

## Toponymie
Le nom de la localité est attesté sous les formes Lan Urvan, puis Lanurvan en 1572, composées du breton lan (ermitage) et de Urvan (patronyme) devenu Sant Urban et francisé en Saint-Urbain.

## Histoire

### Origines
Saint-Urbain est un démembrement de l'ancienne paroisse de l'Armorique primitive de Plougastel et fut jusqu'à la Révolution française, de même que Trévarn, une trève de Dirinon. La commune résulte de la réunion en 1793 de ces deux anciennes trèves de Dirinon, Trévarn et Saint-Urbain. La fondation de ces deux entités remonte aux Ve et VIe siècles, avec l'arrivée en Bretagne d'immigrants venant du pays de Galles ou de Cornouailles et parmi eux, des moines qui se déplaçaient deux par deux. L'un d'eux, Baharn, s'établit à un endroit dénommé Treb-Baharn qui allait devenir Treffbarn (en 1324), puis Trévarn, le “village de Baharn” ; son compagnon Urvan fonde un ermitage : Lan Urvan (en 1572).
L'existence d'un lieu de culte à Trévarn est attestée dès le XIIe siècle : lors de la seconde fondation de l'abbaye de Daoulas en 1172 par Guiomar de Léon et sa femme Nobile, l'église Sanctii Baharnii lui fut donnée à perpétuité. Jusqu'en 1805 elle constituait une trève de Dirinon.

### Antiquité
Une voie romaine traversait le territoire de Saint-Urbain ; des traces gallo-romaines au Bodan, à Cleuz-Bras et au Beuzidou : ce toponyme provient du buis (beuz), que les légionnaires romains plantaient le long des voies romaines ; c'est un souvenir de la voie romaine qui traversait le village.
Plusieurs indices laissent penser à une implantation romaine :

« À proximité de Trévarn, sur une colline nommée dans le cadastre de 1826 Run ar baniel (la “colline de la bannière”), de très nombreux débris de briques et de tuiles romaines témoignent de l'implantation ancienne d'un établissement romain. La colline qui domine la vallée de la Mignonne est une position stratégique pour surveiller la rivière de Daoulas. La présence de deux villages proches l'un de l'autre Guernevez l'Haridon et Guernevez Pont Quellennec (Guernevez signifie “nouveau village”) peut être expliquée par un village disparu depuis fort longtemps, situé entre Kerguelen et Guernevez l'Haridon, dénommé Run ar Hoël. Le terme hoël désigne en breton la forge. Doit-il être mis en relation avec les parcelles nommées Parc ar forn » (le “champ du four”) à Trévarn, éloignées des habitations ? Le mot four doit être pris ici dans le sens de “bas fourneau” pour l'élaboration du fer. »

### Moyen Âge
Près du bourg, au lieu-dit Créach-Balbé, se trouve une motte castrale très élevée, dite Torgenn-ar-Zal. Un vieil if se trouve à proximité. Selon la tradition, un prophète du nom de Gouinclé y est enterré.

#### Les principales seigneuries

##### La seigneurie de Beuzidou: la famille de Flotte

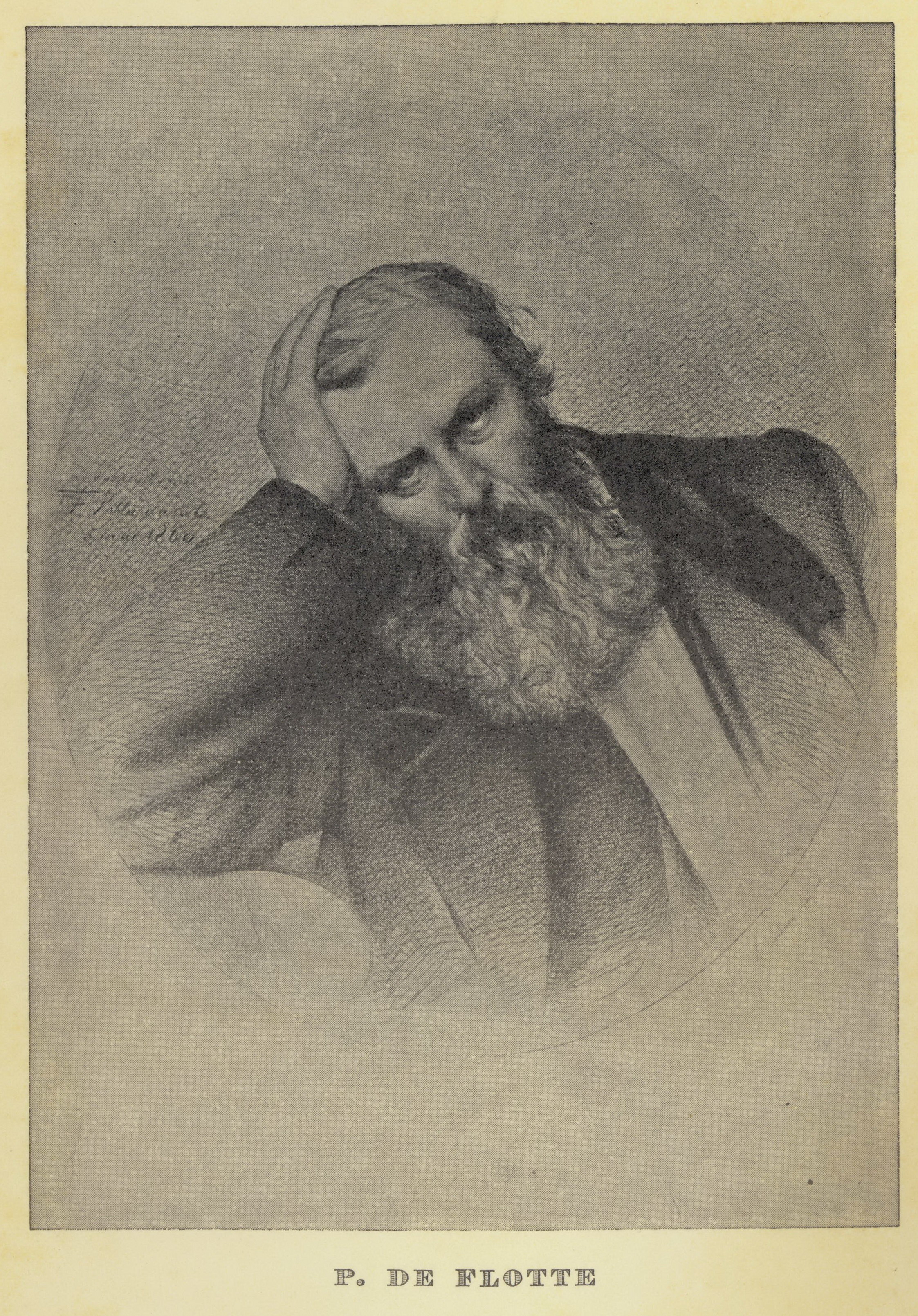
Portrait de Paul de Flotte.

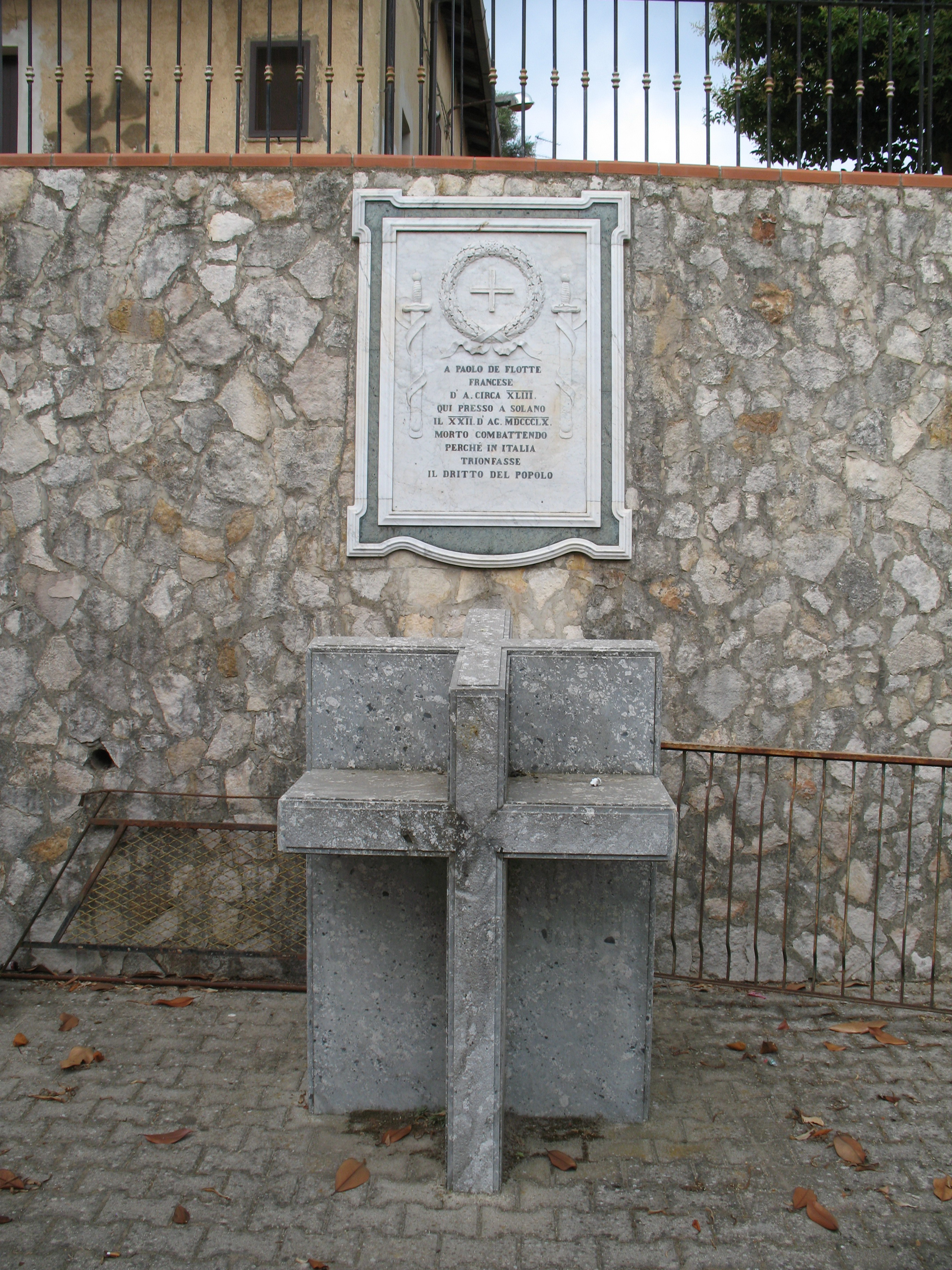
Le monument à la gloire de Paul de Flotte à Solano (Calabre).

La seigneurie de Beuzidou a appartenu successivement aux familles de Kergroas, Courtois, Le Veyer (par exemple dans le premier quart du XVIIIe siècle, Jean-Baptiste Le Veyer, marié avec Catherine Parc, est seigneur du Beuzidou, puis de Flotte :
- Paul de Flotte, capitaine de vaisseau, puis contre-amiral, directeur de l'École de Marine de Brest de 1786 à 1791, épousa Marie-Jeanne Le Vayer, décédée le 17 juillet 1819 à Saint-Urbain, héritière du domaine du Beuzidou. Il combattit dans les rangs de la Chouannerie et décéda le 29 janvier 1838 à Saint-Urbain.
  - Leur fils aîné, Jacques-Marie-François de Flotte, épousa le 29 messidor an IX (18 juillet 1801) à Morlaix Marie-Mauricette-Désirée Mol de Kernélès (née à Brest le 10 octobre 1772, décédée à Saint-Urbain le 7 janvier 1810).
  - Leur fis cadet, François-Bonaventure de Flotte, décédé le 25 octobre 1820 à Rochefort, officier d'artillerie et époux de Louise-Sylvie de Boulainvilliers (décédée en 1853 au château de Maillé en Plounévez-Lochrist, fille de Joseph de Boulainvilliers de Croÿ.
    - Un de leurs fils, le vicomte Louis-François-René-Paul de Flotte, né à Landerneau en 1817, admirateur de Charles Fourier, fut député socialiste de la Seine en 1850 et fut expulsé de France après le coup d'État du 2 décembre 1851. Il s'engagea dans l'armée de Garibaldi et, participant à l'Expédition des Mille, fut tué en 1860 au combat de Pezzo à Solano (Calabre).
    - Un autre de leurs fils, Charles de Flotte, officier de marine, mourut en 1855 pendant la guerre de Crimée. Il avait épousé une de ses cousines, Fanny de Kergrist[26].

##### La seigneurie et le manoir de Kerdaoulas: la famille Buzic
- La seigneurie de Kerdaoulas était initialement aux mains des seigneurs de Névet, mais le mariage le 18 avril 1455 de Jeanne de Névet, dame de Kerdaoulas, avec Alain Buzit, la fit passer aux mains de la famille Buzlo (ou Buzit), reconnue en 1669 d'ancienne extraction noble[27].

La famille Buzic de Kerdaoulas, dont le blason était « Écartelé : aux 1 et 4, d'or, au léopard de gueules (Névet) ; aux 2 et 3, de Buzic », et la devise Comzit mad (“Parlez bien”), était originaire du manoir de Lespervez en Plonéour-Lanvern. Cette famille joua un rôle notable au XIVe siècle et les siècles suivants : 
- Un Jacques Buzic (ou Buzlo) est chanoine de Quimper en 1417-1418 ; ses armes se trouvent sur un vitrail de la cathédrale Saint-Corentin de Quimper.
- Yves Buzic, seigneur de Kergoët, décédé le 28 février 1418, fait une donation en faveur de l'abbaye Notre-Dame-de-Daoulas (des terres du terroir de Keranglissien).
  - Sa fille, Marguerite Buzic, avait épousé en 1416 Yves du Roscerf, fils puîné d'Olivier du Roscerf en Plougastel-Daoulas.
- Hervé Buzlo (ou Buzit) fut écuyer du duc de Bretagne en 1420. La famille est représentée aux montres de 1420 (représentée par Macé, Jehan et Hervé Buzic)[28], 1481 et 1562.
- En 1429, Even Buzic, seigneur de Kergoët (Kergoat) où il résidait, mais aussi seigneur de Roscreff en Plougastel-Daoulas, possédant aussi des terres à Kersanton, Garz-ar-Floc'h, Kerlogean, fit un contrat de fondation en faveur de l'abbaye Notre-Dame de Daoulas (une tablette d'argent doré) « pour dire une messe du Saint-Esprit pendant sa vie durante et une messe des morts après son décès », et un autre d'un montant de 20 sols par an « et outre deux raiz froment faisant 8 boisseaux à l'hôpital du dit Daoulas pour être distribués chaque jour de Toussaints à l'issue de la grand'messe [...] aux pauvres de la chatellenye », à charge pour l'abbaye de dire deux messes aux morts par an[29].

Le blason d'alliance entre la famille Buzic et celle de Névet.

Leur généalogie est connue avec précision à partir de Mazéas Buzic :
- Mazéas Buzic, époux de Léonor Coetmon (Éléonore de Coëthamon)
  - Leur fils, Allain Buzic, époux de Jeanne de Névet, fille aînée de la maison de Querdaullas (Kerdaoulas)
    - Leur fils, Yvon Buzic, marié en deuxièmes noces avec Marguerite de Branhallan
      - Leur fils, Nicolas Buzic, époux de Françoise de Kerfily
        - Leur fils, un autre Yves Buzic (ou Buzlo), seigneur de Kerdaoulas, comparut en arquebusier à cheval à la montre de Cornouaille en 1562 et épousa le 16 avril 1563 Marie de Coetnempren, fille de Jean de Coetnempren, seigneur du Rouazle en Dirinon.
          - Leur fils, François Buzic, marié le 26 mai 1596 Marguerite Mol, de la maison de Querian Mol, fille de François Mol, seigneur de Querouan, Querdouar et Guerdeles (en Le Tréhou).
            - Leur fils, Jean (Yan) Buzlo (ou Buzic), fut gentilhomme de la Chambre du roi et épousa le 18 février 1648 Jeanne Gourio, dame de Lézireur en Henvic. En 1668, « Messire Ian Buzit, chevalier, seigneur de Querdaullas, faisant tant pour luy que pour messire Tanguy-Piere Buzic, chevalier, son seul fils, unicque heritier, deffandeur » est reconnu « eftre issu d'ancienne chevalerie et extraction noble »[31].
              - Leur fils, Tanguy-Pierre Buzic, baptisé le 15 septembre 1652 en l'église de Saint-Urbain.

La seigneurie et le manoir de Kerdaoulas passe vers 1699 aux mains des de Goësbriand lors du mariage de Gilette Urbane Buzic (une fille de Tanguy-Pierre Buzic ?) avec Charles, comte de Goësbriand, dont les ancêtres furent seigneurs de Morlaix (son arrière-grand-père François de Goësbriand, décédé en 1628, fut gouverneur de Morlaix).

#### La trève de Trévarn
Saint Baharn est le saint patron de la chapelle de Trévarn, laquelle lui doit son nom (Treb -Baharn, devenu Trevaharn, puis Trévarn) selon l'acte de fondation du prieuré de Daoulas.

### L'ancien monastère près de Kerbaol
Un chemin menant de Plougastel à Kerbaol, dénommé Karren-Plougastel mène à des traces d'un ancien monastère ou prieuré qui ont été trouvées à cet endroit : les fondations d'une chapelle et des restes d'habitations, probablement les cabanes habitées par les moines. Une fontaine, la fontaine Saint-Paul (que l'on venait visiter pour les maux de dents) et un ancien cimetière se trouvent aussi à cet endroit. Selon la tradition, l'on racontait que mes moines allaient une fois par an diner à Ty-Korrik, la “maison des korrigans” à Menez-ar-Rohou, en fait une cavité formée par un empilement de pierres située à proximité du vieux chemin Hent-Ménez-ar-Rohou ou Hent-Meur (au sud de l'actuel bois abritant le golf de Lann-Rohou), qui menait à Landerneau.

### LesXVIIeetXVIIIesiècles

#### Un assassinat
En 1772, messire Hervé Rivoal, prêtre de la trève de Trévarn, est assassiné.

#### L'activité toilière
Du XVIe siècle au XIXe siècle, l'activité toilière, surtout liée à la culture du lin, au rouissage, puis au tissage de la toile de lin a été très importante dans tout le pays de Landerneau-Daoulas où 350 kanndi ont été recensés (des traces d'une soixantaine d'entre eux ont été retrouvées) dont 31 pour la seule commune de Saint-Urbain.
Parmi ces juloded, Marguerite Le Dantec, décédée en 1734, et son mari Jean Person, décédé en 1739, et dont les inventaires après décès montrent des stocks importants de toiles diverses (550 aunes de toiles rousses, 200 aunes de crées, etc. pour Marguerite Le Dantec ; 672 livres de fil buandé, etc. pour Jean Person).
Ces juloded étaient souvent fabriciens ou marguilliers : une sablière de la chapelle, ancienne église tréviale, de Trévarn porte l'inscription : « Honorables marchands Pierre Mobian et Jean Deniel, marguilliers, 1683 ».
Un article publié par le journal Le Télégramme décrit ainsi le kanndi de Penbran à Saint-Urbain :

« Le kanndi, ou maison à blanchir, est une petite bâtisse rectangulaire d'une dizaine de mètres sur quatre percée de petites ouvertures. C'est une « blanchisserie éclatée », qui ne blanchissait que le fil, contrairement aux installations trégorroises qui traitaient la toile déjà tissée. À l'intérieur, le bassin de belles dimensions, en eau courante, au fond dallé, alimenté par une ou deux sources, borde généralement un mur, juste en face de la grande cuve circulaire (1,50 m de diamètre intérieur) en granit ou en bois de sapin et de la grande cheminée destinée à chauffer l'eau.

Après arrachage, séchage, égrainage et rouissage, le lin est filé. Les écheveaux trempent dans la cuve au contact de cendre de hêtre, suspendus ou par couches, puis rincés et séchés sur le pré, opération qui peut être répétée sept à huit fois, soit trois à quatre mois pour une matière irréprochable. »

### LeXIXesiècle
Lors de la création de la commune en 1793, son nom s'écrivait Saint Urbain (sans tiret entre les deux mots) et en 1801, Saint-Urbin, avant de prendre l'orthographe actuelle.

#### La scolarisation progressive

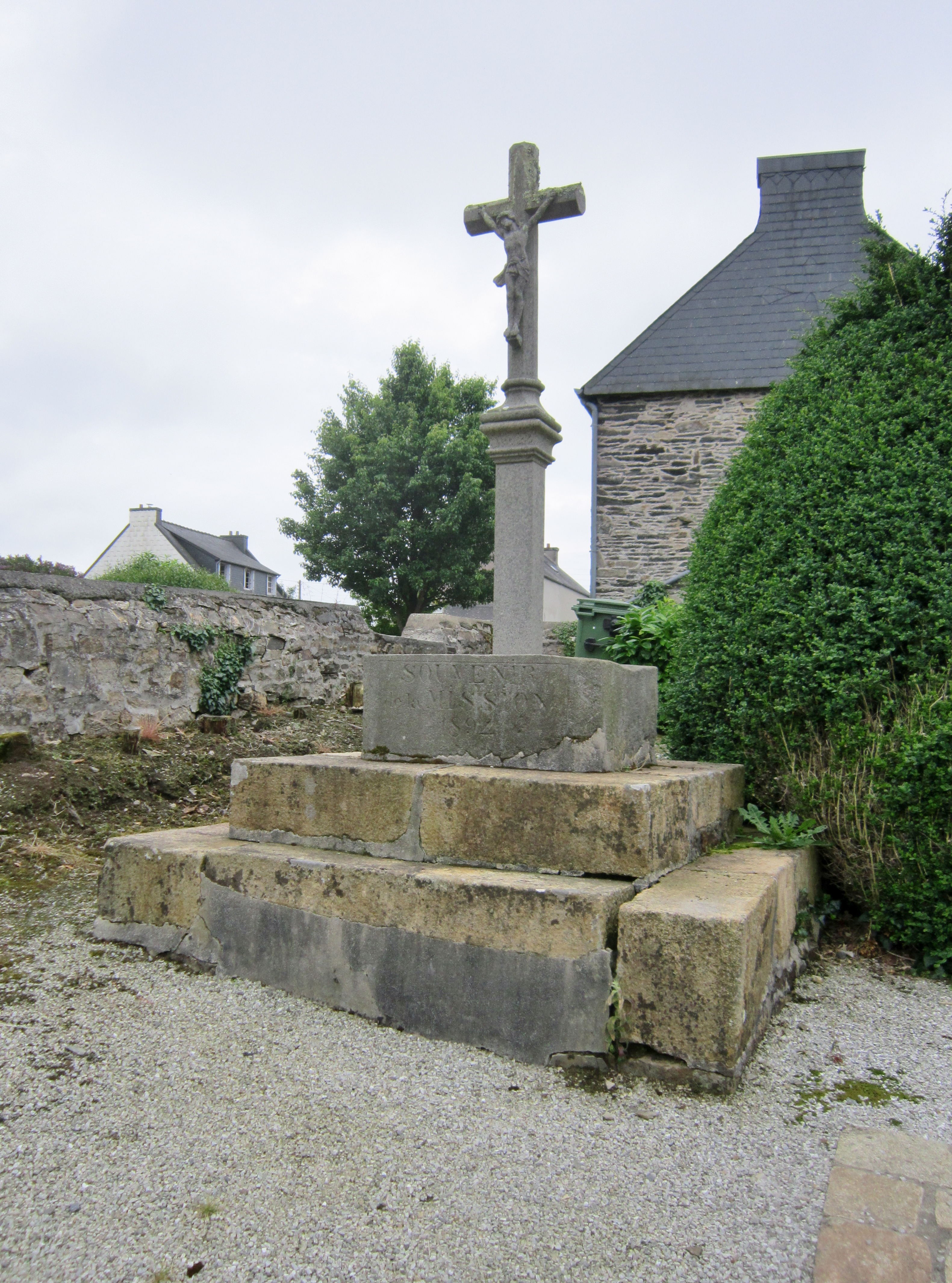
Le calvaire de la mission paroissiale de 1892.

La première école semble avoir été ouverte vers 1830, une délibération du conseil municipal en date du 10 août 1834 précisant qu'elle est alors payante sauf pour les « indigents ou presque indigents ». Dans une autre délibération du 2 août 1840, le conseil municipal « considérant que la plupart des élèves sont utiles et même nécessaires pour aider les travaux de la récolte [...], que la rentrée des sarrasins n'aura lieu qu'à la fin septembre, arrête que l'ouverture des vacances aura lieu le 15 août et que la reprise des écoles se fera le 1er octobre ». Faute de place suffisante, l'école est alors mixte : « Il faut bien tolérer que la classe se fasse dans la même salle d'études où une table longue sépare les deux sexes, lesquels sont également séparés pendant la récréation ; les garçons allant jouer dehors et les petites filles restant travailler de l'aiguille sous les yeux de la femme de l'instituteur » comme le dit une autre délibération datée de 1851.
Le premier instituteur fut Hervé Floc'h, qui exerça de 1830 à 1861, date où il fut révoqué car devenu trop vieux. Les enfants durent alors se rendre à l'école à Irvillac jusqu'en 1872, date de la réouverture, mais uniquement pour les garçons. Un rapport du Conseil général du Finistère indique en août 1880 que Saint-Urbain fait partie des 27 communes de plus de 500 habitants du Finistère qui n'ont encore aucune école de filles. En 1897 encore, faute d'école, les filles « sont privées des bienfaits de l'instruction ». Une nouvelle école des garçons ouvre en 1898, et une école des filles en 1899.

### LeXXesiècle

#### Les tensions entre l'Église et l'État à Saint-Urbain au début duXXesiècle

##### L'incendie de l'église
Le 13 novembre 1904, l'église de Saint-Urbain est détruite par un incendie :

« Tout est détruit par le feu. Dans sa niche, un débris de saint est resté. [...] Au fond s'élevait une estrade. De tout cela, il ne reste que quelques poutres enflammées, quelques statues, des chandeliers et des ornements divers calcinés. L'aspect est lamentable. Voici les renseignements que j'ai pu me procurer sur ce sinistre : avant-hier soir, vers 11 heures, M. Jean Brenaut, journalier au bourg, aperçut une lueur. Il se leva et vit que l'église était en flammes. Immédiatement, il donna l'alarme. M. Le Gall, conseiller de fabrique, arriva aussitôt, mais tout était en feu. Les flammes sortaient par les fenêtres et les vitraux éclataient. Le toit en feu d'un bout à l'autre flambait et à l'intérieur on entendait le crépitement du feu, qui semblait avoir pris à la fois aux quatre coins de l'édifice. En raison de l'extrême violence de l'incendie, l'accès au clocher était impossible. On ne put donc sonner le tocsin. On organisa les secours, mais faute d'eau et de pompe à incendie, on ne put sauver que quelques objets précieux. On réussit à enlever les registres de la sacristie. [...] De l'église, il ne reste que les murs et le clocher. [...] On est persuadé que l'incendie est dû à la malveillance. »

Certains l'attribuèrent même à un attentat anarchiste ! :

« L'église de la commune de Saint-Urbain, canton de Daoulas, a été détruite hier matin par un incendie. D'après l'enquête, le sinistre serait dû à la malveillance et on se trouverait en présence d'un attentat anarchiste. Trois cierges à demi consumés, provenant de l'église ont été trouvés à 800 mètres de la route de Landerneau. Enfin, ce qui confirme encore le soupçon, c'est que pendant l'incendie, le fils du bedeau a vu un jeune homme s'échapper en courant du cimetière. Quelques habitants, attirés par ses cris, se mirent à la poursuite du fugitif ; mais ils le perdirent bientôt de vue. D'autre part, une porte située à l'entrée gauche de l'église, qui depuis quarante ans n'avait pas été ouverte, a été fracturée. Les dégâts sont estimés à 60 000 francs. »

En fait, selon le journal Le Temps, l'incendie aurait été provoqué par des cambrioleurs qui auraient la nuit fracturé les troncs et se seraient servis de cierges pour s'éclairer.
Les offices religieux furent organisés, le temps de la reconstruction, dans les chapelles de Kerdaoulas et de Trévarn, ainsi que dans une chapelle provisoire en planches édifiée dans la cour du presbytère.

##### La querelle des inventaires
Saint-Urbain fut, malgré l'incendie de l'église, concerné en 1906 par la querelle des inventaires :

« Vendredi dernier, une tentative d'inventaire a eu lieu à l'église de Saint-Urbain. Toute la population était sur pied et devant son attitude énergique de résistance, l'agent du fisc s'en retourna. On s'étonne de voir faire un inventaire dans cette pauvre église qui ne peut être qu'un tout petit oratoire. On se rappelle qu'un incendie allumé sans doute par des mains criminelles dévora totalement l'église l'an dernier. Tout y fut brûlé. Depuis, les offices se célèbrent dans le hangar du presbytère, mal clos de quelques planches. »

##### L'expulsion du clergé en 1907
Le journal Le Gaulois relate ainsi l'expulsion du clergé de Saint-Urbain de son presbytère en 1907, en application de la loi de séparation des Églises et de l'État : « Aujourd'hui, les expulseurs ont opéré à Saint-Urbain. Ils ont commencé par arrêter le sonneur qui sonnait le tocsin, puis ils ont enfoncé la porte du presbytère à coups de hache. À ce moment, le marquis de Boissanger sauta sur un talus et s'adressa au commissaire, il a énergiquement protesté contre cette violation de domicile, l'immeuble appartenant à la fabrique. Le commissaire passe outre, fait forcer toutes les portes et arrive dans la chambre où se trouve le curé, son vicaire et quelques femmes du pays. Les prêtres refusent de sortir, mais le commissaire leur met la main sur l'épaule, et alors ils quittent la maison. Tout le mobilier est ensuite jeté dehors ».

#### Quelques faits divers

##### Des vols de crins de chevaux en 1909
Le journal L'Ouest-Éclair raconte :

« De nombreux cultivateurs de Pencran, de Saint-Urbain et des environs de Landerneau s'apercevaient que pendant la nuit on pénétrait dans leurs écuries et on coupait la queue de leurs chevaux pour vendre les crins. Les deux coupables furent arrêtés par M. Pascault, commissaire de police à Landerneau. »

##### La naissance du mutualisme agricole
En décembre 1913, la caisse communale de Saint-Urbain est admise dans la caisse départementale de réassurance-bétail du Finistère, implantée à Landerneau.

##### Un crime atroce en 1938
Un crime atroce, l'assassinat à coups de hache d'une fillette de 11 ans qui demeurait dans le village de Kerguelen en Saint-Urbain et qui revenait de l'école à Daoulas, par un ouvrier agricole, suscita beaucoup d'émotions.

#### Les guerres duXXesiècle

##### Le monument aux morts

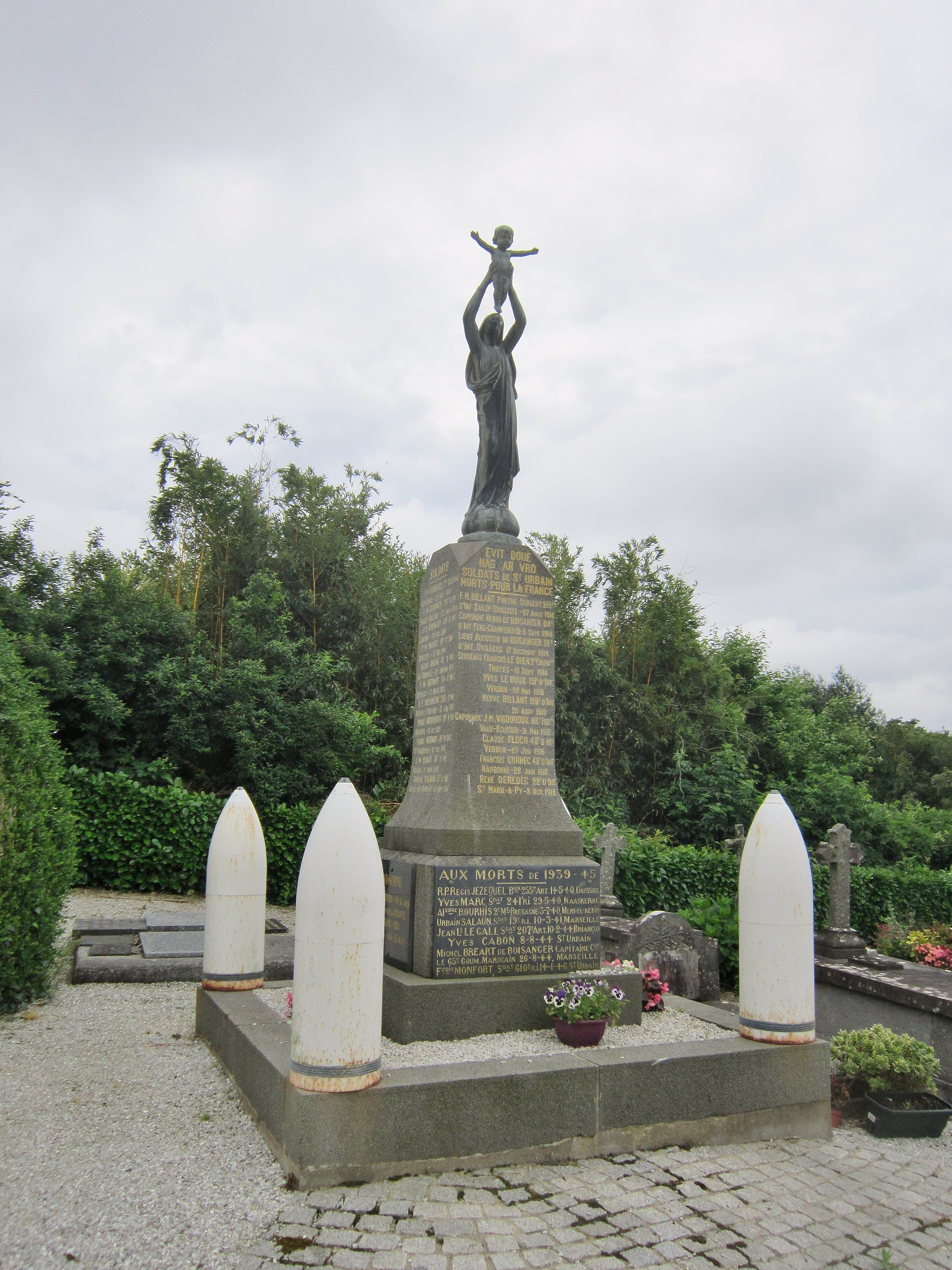
Saint-Urbain (Finistère) : le monument aux morts.

Le monument aux morts de Saint-Urbain est surmonté d'une réplique en réduction de la statue de la Vierge dorée de la basilique Notre-Dame de Brebières d'Albert (Somme), œuvre du sculpteur Albert Roze. Il porte les noms de 45 personnes mortes pour la France pendant la Première Guerre mondiale, plusieurs (nombre non précisé pour l'instant) pendant la Seconde Guerre mondiale et un pendant la guerre d'Indochine.
La famille Bréart de Boisanger a payé un lourd tribut aux guerres du XXe siècle puisque six de ses membres sont décédés alors qu'ils étaient militaires dont quatre sont morts pour la France, d'où la croix celtique érigée par la famille en guise de monument commémoratif :
- Le capitaine Henri de Boisanger, né le 21 novembre 1877 à Quimperlé, tué à l'ennemi le 8 septembre 1914 à Connantray (Marne). Ancien élève de l'École spéciale militaire de Saint-Cyr, promotion de Bourbaki (1897-1899). Capitaine au 114e régiment d'infanterie. Citation : « Officier très brave et très énergique. Blessé le 24 août, a refusé d'être évacué. Blessé à nouveau le 8 septembre, s'est fait panser et a repris le commandement de sa compagnie, à la tête de laquelle il est glorieusement tombé quelques instants plus tard ». A été cité. Mort pour la France. Il fut aussi écrivain sous le pseudonyme de Pierre d'Aulnoye[53]. Frère de Pierre-Marie-Clément Bréart de Boisanger[54].
- Le lieutenant Augustin de Boisanger, né le 16 janvier 1874 à Quimperlé, tué à l'ennemi le 17 décembre 1914 à Ovillers-la-Boisselle (Somme). Mort pour la France. Lieutenant au 19e d'infanterie. Légion d'honneur à titre posthume. Croix de guerre avec palmes. Citation : « Brave entre les braves ; toujours en première ligne avec ses hommes, qui avaient pour lui un véritable culte. Blessé en tête de sa compagnie, le 17 décembre 1914, au combat d'Ovillers La Boisselle, répondait à ses camarades qui le pressaient de se laisser évacuer : “Un de Boisanger n'abandonne pas ses Bretons” ». Tombé glorieusement quelques instants après[55]. Frère de Pierre-Marie-Clément Bréart de Boisanger.
- Le capitaine d'artillerie Francois de Boisanger, polytechnicien (promotion 1921), décédé à Metz le 21 juillet 1939. Fils de Pierre-Marie-Clément Bréart de Boisanger.
- Le capitaine de corvette Thomy Marie Jean (dit Yann) de Boisanger, décédé le 25 décembre 1941 à Saint-Urbain. Fils de Pierre-Marie-Clément Bréart de Boisanger.
- Le capitaine de goumiers marocains Michel de Boisanger. Tué à l'ennemi devant Marseille le 26 août 1944. Mort pour la France. Fils de Pierre-Marie-Clément Bréart de Boisanger.
- Le lieutenant pilote Jean Pinczon du Sel, tué en combat aérien au-dessus du Palatinat le 16 octobre 1939. Mort pour la France. Neveu de Françoise-Marie-Thérèse Pinczon du Sel, épouse de Pierre-Marie-Clément Bréart de Boisanger.

##### La Seconde Guerre mondiale
Durant la Seconde Guerre mondiale, le manoir de Créac'h-Balbé abrite les cours du collège Saint-Sébastien de Landerneau, dont les locaux, transformés en hôpital militaire, furent réquisitionnés par les Allemands. Ces derniers occuperont ensuite la bâtisse quelques mois avant qu'elle n'accueille des réfugiés de la région brestoise pour, enfin, servir de camp clandestin aux Forces françaises de l'intérieur.
Début août 1944, l'amiral Pierre Bréart de Boisanger, alors maire de Saint-Urbain, donne asile à une section de treize parachutistes de la France libre du Special Air Service dans son manoir de Kerdaoulas. Le 5 août 1944, la section part du manoir pour attaquer la Kommandantur de Daoulas,.
Cette section du 3e régiment de chasseurs parachutistes (3e RCP), commandée par le lieutenant Edgard Tupët-Thomé, fut parachutée dans la nuit, au lieu-dit Runaher en la commune de Saint-Urbain (opération Derry 3). Les parachutistes attaquent la Kommandantur, forte de 60 hommes, tuent 12 soldats allemands, font 40 prisonniers, repoussent une attaque ennemie en détruisant deux camions et une automitrailleuse ennemis puis libèrent Daoulas, avant d'aller ensuite attaquer et libérer Landerneau.
Le contrôle de Daoulas fournissait d'excellentes positions d'artillerie au sud-est de Brest pour le général américain Troy Middleton qui y expédia tout un groupe d'artillerie du 8e corps d'armée américain qu'il commande, de façon à couvrir toutes les défenses de Brest et les positions ennemies sur la presqu'île de Crozon. Quatre FFI de cette section sont décédés pendant ces combats : Jean Cornec, Louis Le Quinquis, Guy Guichard et Louis Briguet.

#### L'agriculture vers 1960
Vers 1960, 28 exploitations agricoles étaient recensées à Saint-Urbain, d'une superficie moyenne d'une dizaine d'hectares chacune.

## Démographie
En 1886, le bourg de Saint-Urbain n'avait qu'une population agglomérée de 69 habitants, pour une population communale totale de 866 habitants ; « ce n'était qu'un petit bourg sans importance, situé sur la vieille route de Quimper à Landerneau ».
| 1793 | 1800 | 1806 | 1821 | 1831 | 1836 | 1841 | 1846 | 1851 |
| ---- | ---- | ---- | ---- | ---- | ---- | ---- | ---- | ---- |
| 597  | 661  | 723  | 708  | 869  | 900  | 909  | 941  | 937  |

| 1856 | 1861 | 1866  | 1872 | 1876 | 1881 | 1886 | 1891 | 1896 |
| ---- | ---- | ----- | ---- | ---- | ---- | ---- | ---- | ---- |
| 941  | 911  | 1 063 | 916  | 945  | 870  | 866  | 879  | 865  |

| 1901 | 1906 | 1911 | 1921 | 1926 | 1931 | 1936 | 1946 | 1954 |
| ---- | ---- | ---- | ---- | ---- | ---- | ---- | ---- | ---- |
| 792  | 770  | 771  | 710  | 692  | 640  | 617  | 605  | 594  |

| 1962 | 1968 | 1975 | 1982  | 1990  | 1999  | 2006  | 2007  | 2012  |
| ---- | ---- | ---- | ----- | ----- | ----- | ----- | ----- | ----- |
| 505  | 466  | 583  | 1 062 | 1 120 | 1 200 | 1 385 | 1 411 | 1 565 |

| 2017  | 2022  | - | - | - | - | - | - | - |
| ----- | ----- | - | - | - | - | - | - | - |
| 1 633 | 1 669 | - | - | - | - | - | - | - |

Commentaire : L'évolution démographique de Saint-Urbain a été très contrastée : la population a augmenté de façon quasi continue de 1793 à 1866, gagnant 271 habitants en 73 ans ; une période de déclin démographique suit entre 1866 et 1968, la commune perdant 597 habitants (-56 % en 102 ans), la commune étant alors frappée par l'exode rural. À partir de 1968, et surtout de 1975, la commune est touchée par la périurbanisation en raison de sa relative proximité de Landerneau et de Brest, gagnant 869 habitants en 40 ans entre 1968 et 2008. La période 1975-1982 est celle qui a connu la croissance la plus remarquable, la population augmentant alors de 479 habitants, soit de 82 % en 7 ans.
La population communale s'accroît désormais plus par excédent naturel (+1,2 % l'an entre 1999 et 2008) que par solde migratoire (+0,9 % l'an entre 1999 et 2008) alors que l'accroissement démographique était essentiellement dû à l'immigration nette entre 1968 et 1982, le solde naturel étant même négatif jusqu'en 1975. Désormais, la population de la commune est jeune : 25,2 % de jeunes de 0 à 14 ans contre 8,3 % de personnes âgées de 65 ans et plus en 2008. Entre 2000 et 2009 inclus, Saint-Urbain a enregistré 227 naissances et seulement 60 décès.
Cet afflux de population nouvelle a provoqué la prolifération de lotissements de pavillons individuels, habités souvent par des migrants pendulaires : le nombre des logements est passé de 147 en 1968 à 567 en 2008, leur nombre ayant quasiment quadruplé en 40 ans. C'est surtout entre 1975 et 1982 que leur nombre a rapidement augmenté (+ 152 en 7 ans), freinant ensuite (+ 27 logements seulement entre 1982 et 1990 et + 35 logements entre 1990 et 1999), s'accélérant à nouveau depuis entre 1999 et 2008 (+123 logements en 9 ans). La commune a peu de résidences secondaires : 17 seulement en 2008.

## Monuments

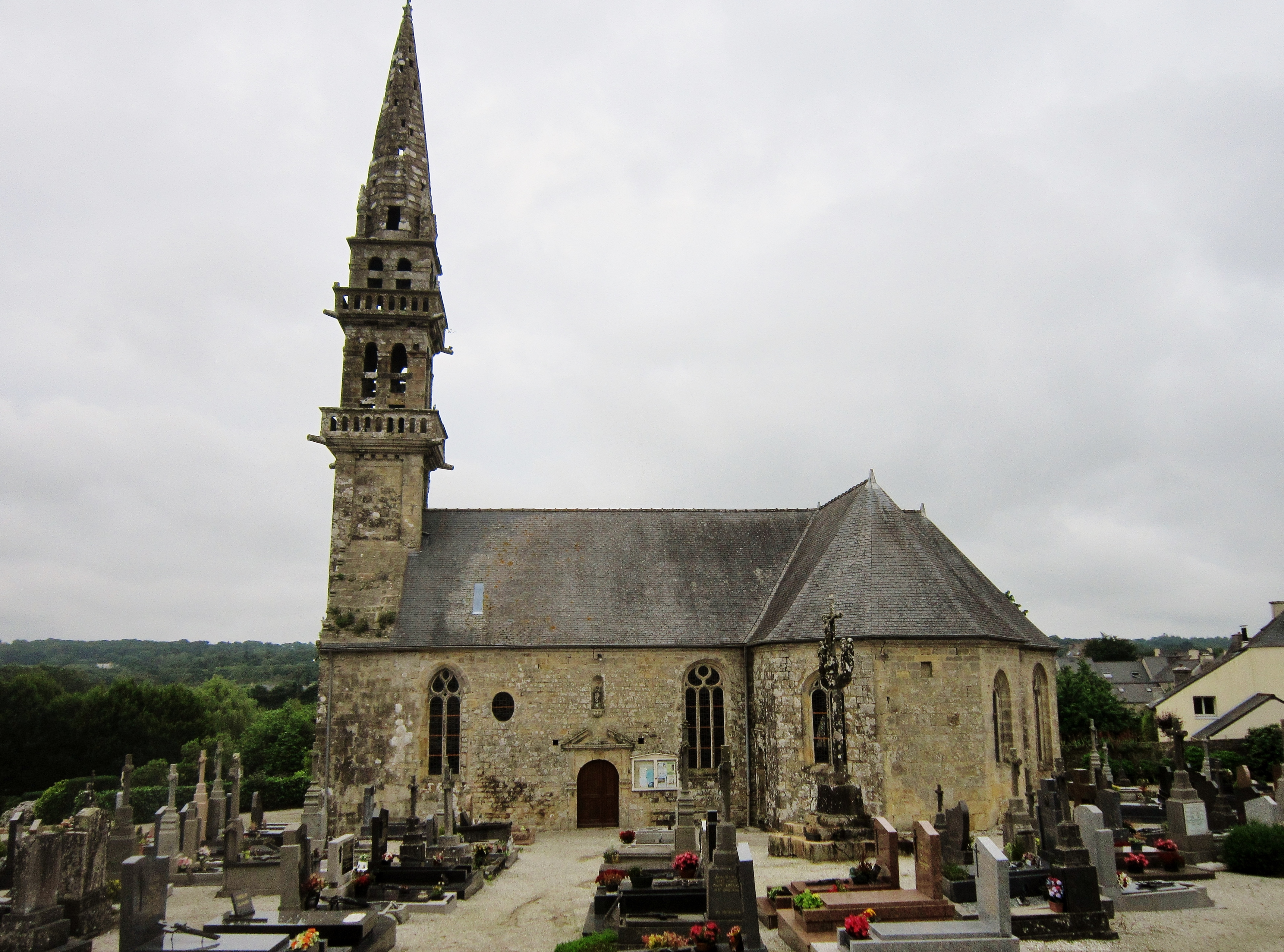
L'église paroissiale Saint-Urbain et le cimetière autour de l'église.

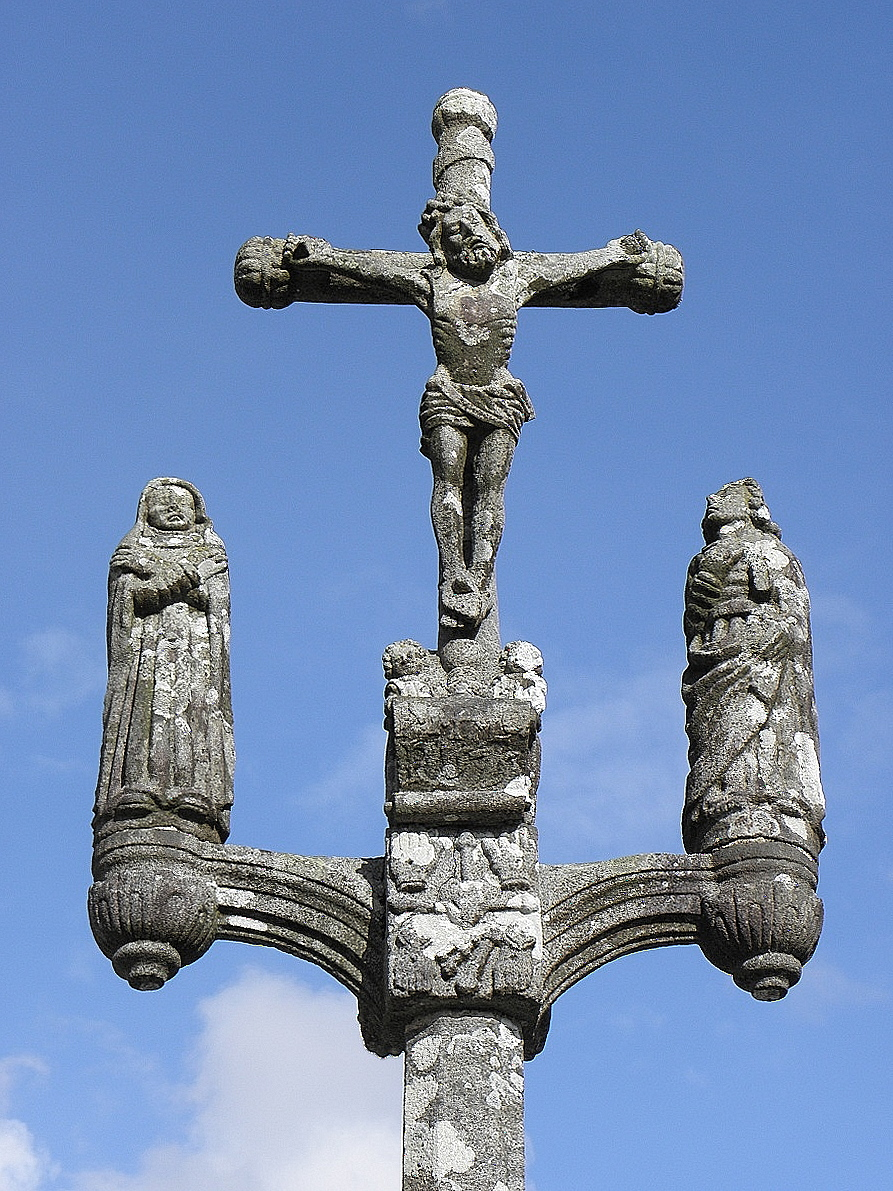
Partie sommitale du calvaire de l'enclos paroissial de Saint-Urbain.

- L'église paroissiale Saint-Urbain, consacrée à saint Urbain : édifice bâti de 1677 à 1701[68]. L'église fut détruite par un incendie le 13 novembre 1904 ; elle est en forme de croix latine et son clocher élancé, à deux galeries, possède une double rangée de cloches. Un reliquaire du XVIIIe siècle a été conservé.
- Le calvaire du cimetière, situé dans le placître, restauré en 1630 par Roland Doré est orné d'une vingtaine de personnages dont un Christ en croix[69] et un Christ aux liens. Son fût porte des écots, symbole des bubons de la peste, comme c'est souvent le cas, de nombreux calvaires ayant été érigés après des épidémies.
- La chapelle de Trévarn : l'ancienne église tréviale Notre-Dame-de-Pitié de Trévarn, présente un plan en croix latine avec transept saillant et chevet à trois pans. Sur le bras sud du transept se trouve une petite sacristie de plan carré, greffée à l'est. La chapelle porte sur ses murs plusieurs pierres gravées et datées. Elle succède à un édifice religieux mentionné en 1172 (Ecclesia Sancti Baharni) dans l'acte de fondation de l'abbaye de Daoulas. Les fonts baptismaux, en kersanton, datent de 1666. Les piliers d'entrée du placître sont ornés de deux statues dont l'une représente saint Sébastien[70]. Les deux retables et la statuaire sont en bois polychrome. Le calvaire sur le placître a été restauré par le sculpteur landernéen Roland Doré vers 1630 ; saint Baharn et une descente de croix à quatre personnages y sont représentés[71].

Depuis 1991, l'Association des Amis de Trévarn et du Patrimoine, en collaboration avec la municipalité, a entrepris la sauvegarde de la chapelle. En 1995, grâce au prix emporté au concours « Un Patrimoine pour demain » organisé par le Pèlerin Magazine, elle a pu être remis entièrement en état.

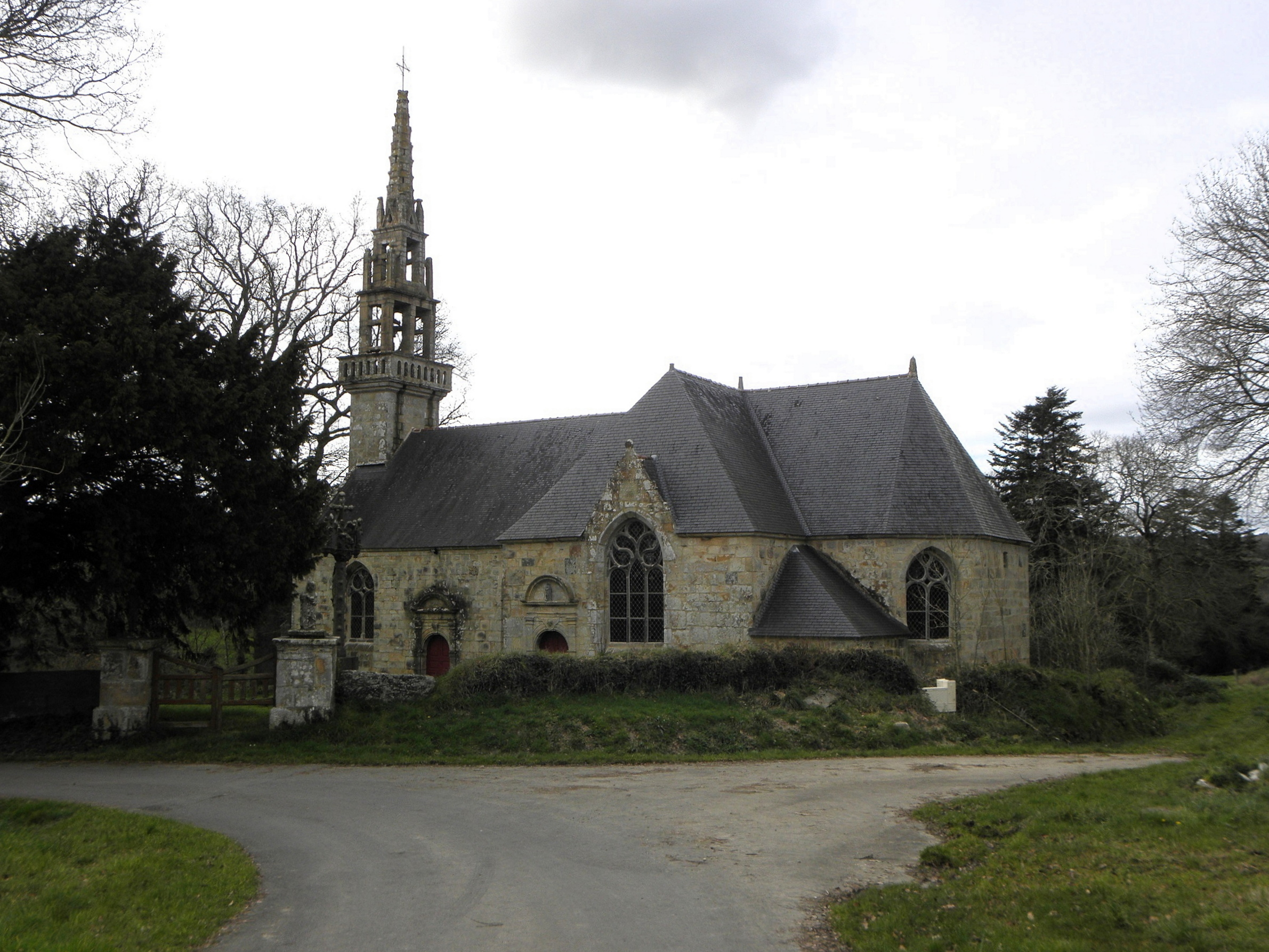
Chapelle Notre-Dame de Trévarn : vue extérieure d'ensemble 2.
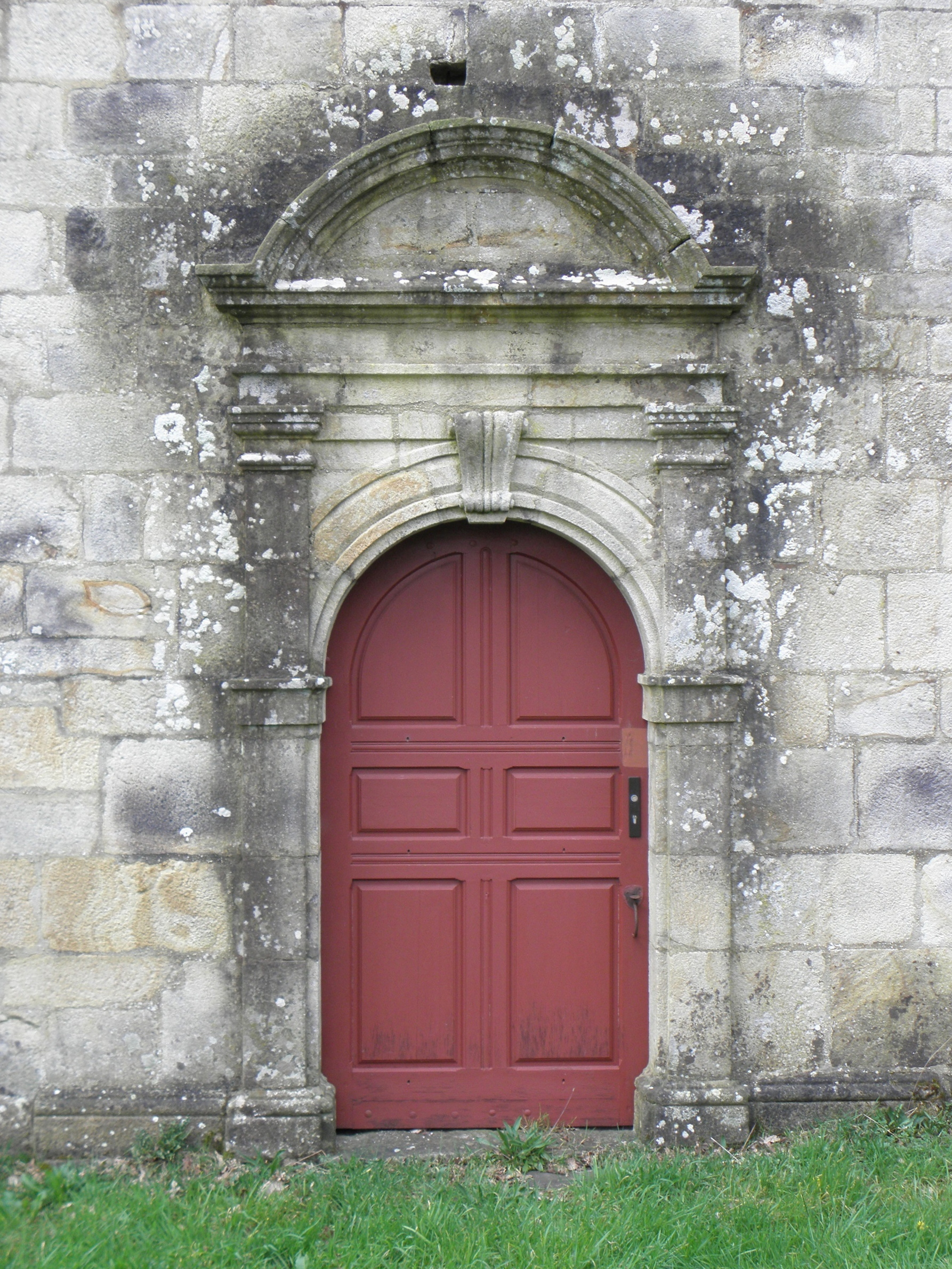
Chapelle Notre-Dame de Trévarn : porte méridionale de la nef.
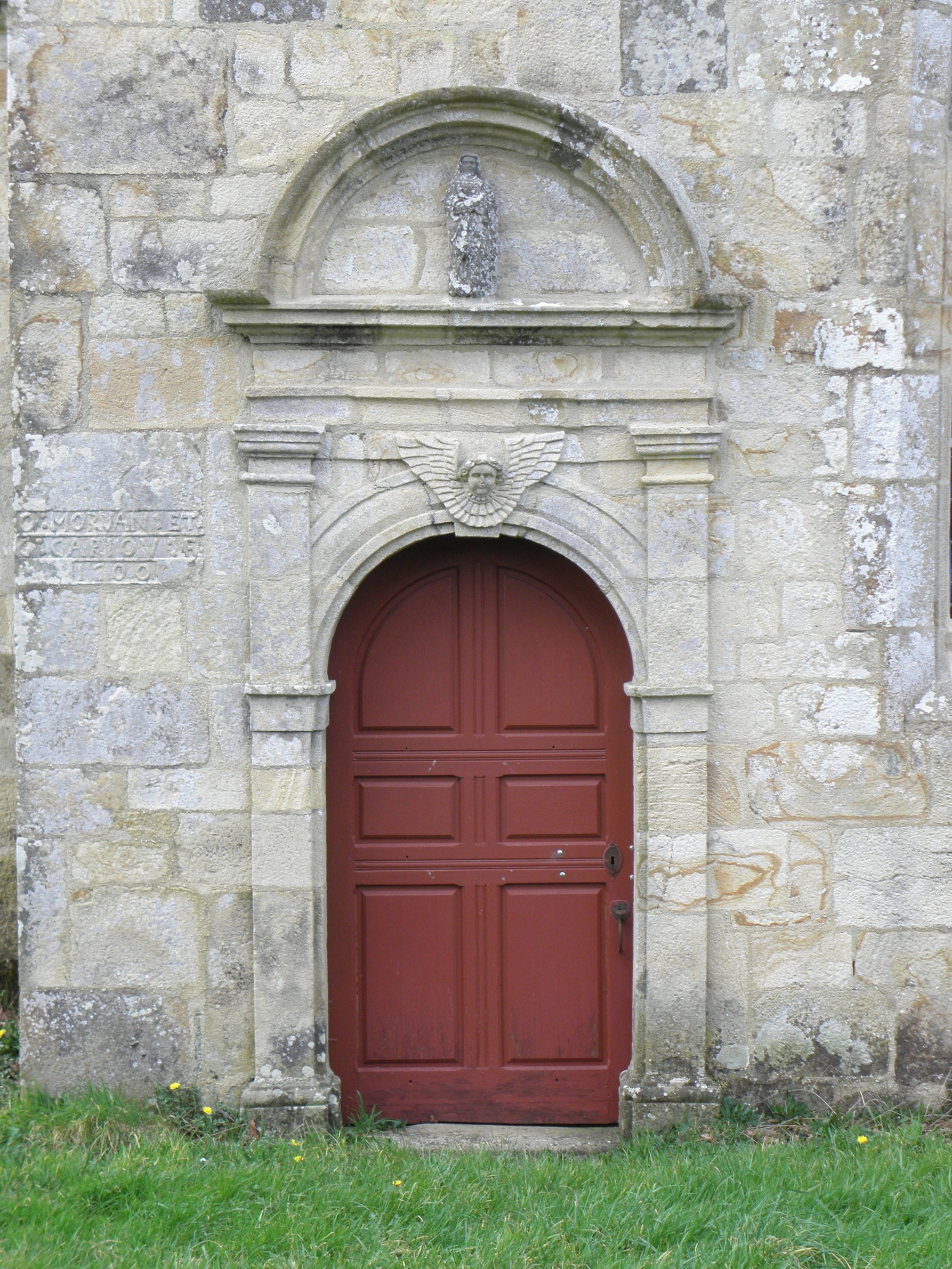
Chapelle Notre-Dame de Trévarn : porte du transept méridional.
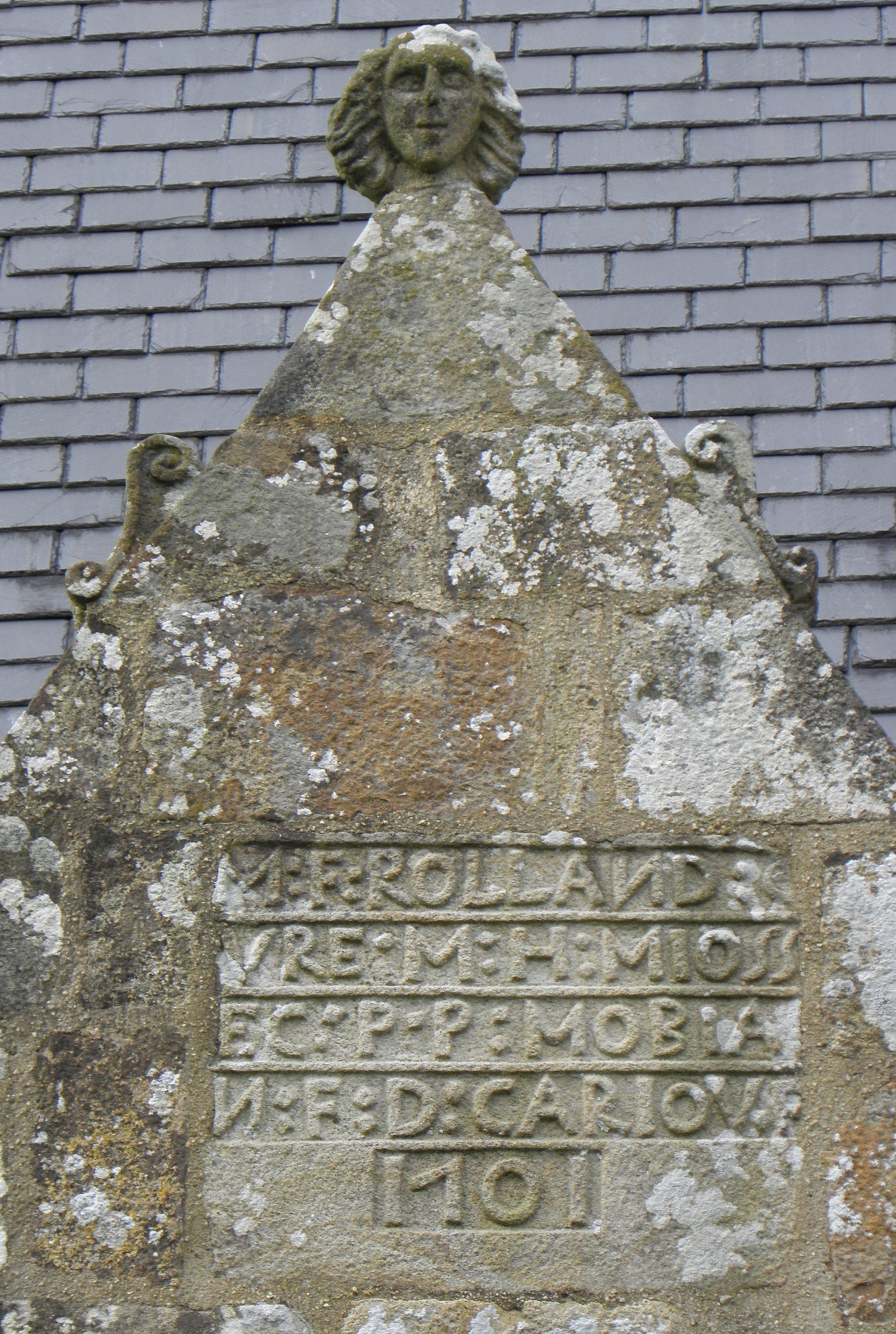
Chapelle Notre-Dame de Trévarn : inscription au pignon du transept méridional.
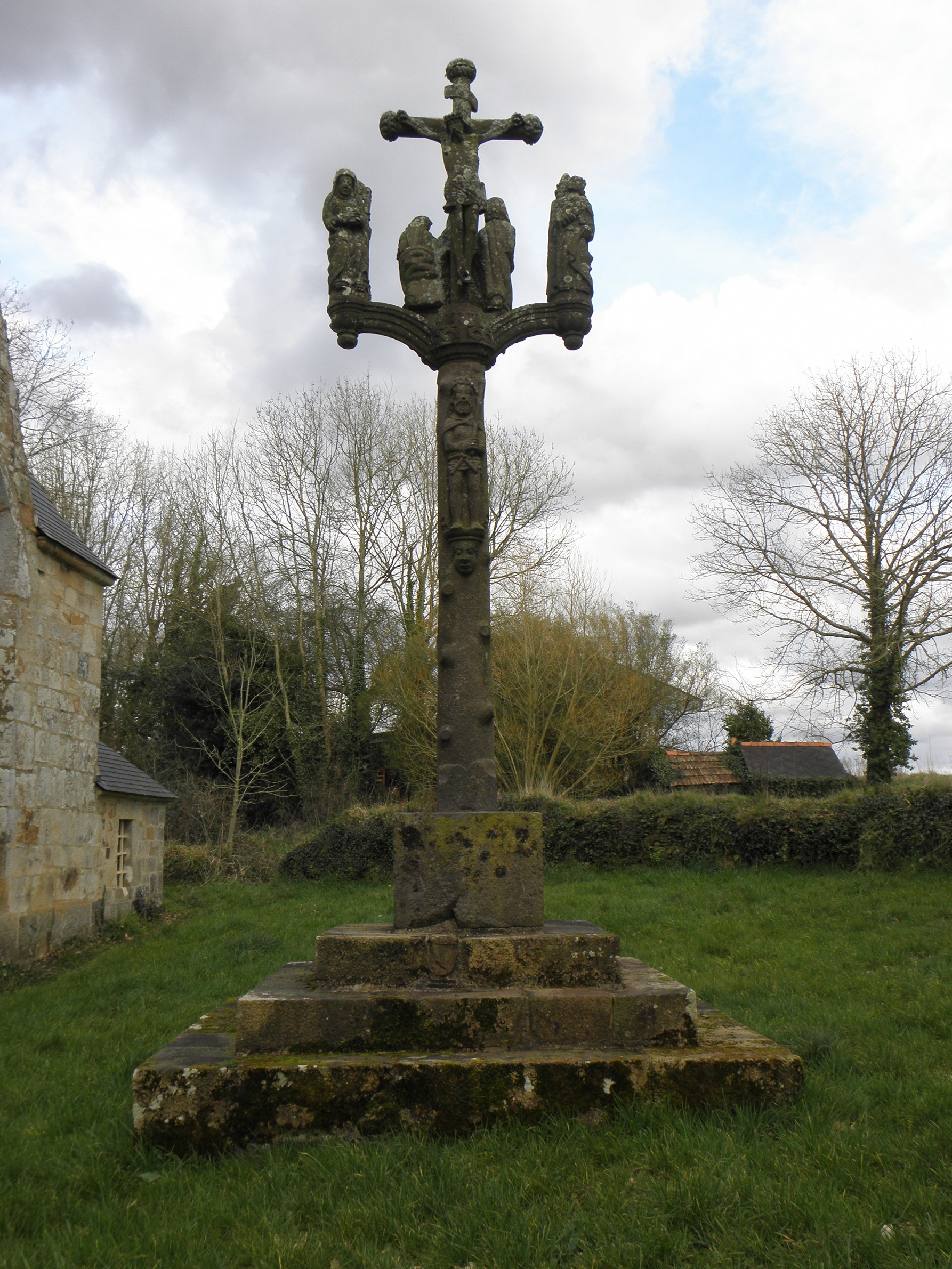
Chapelle Notre-Dame de Trévarn : le calvaire.
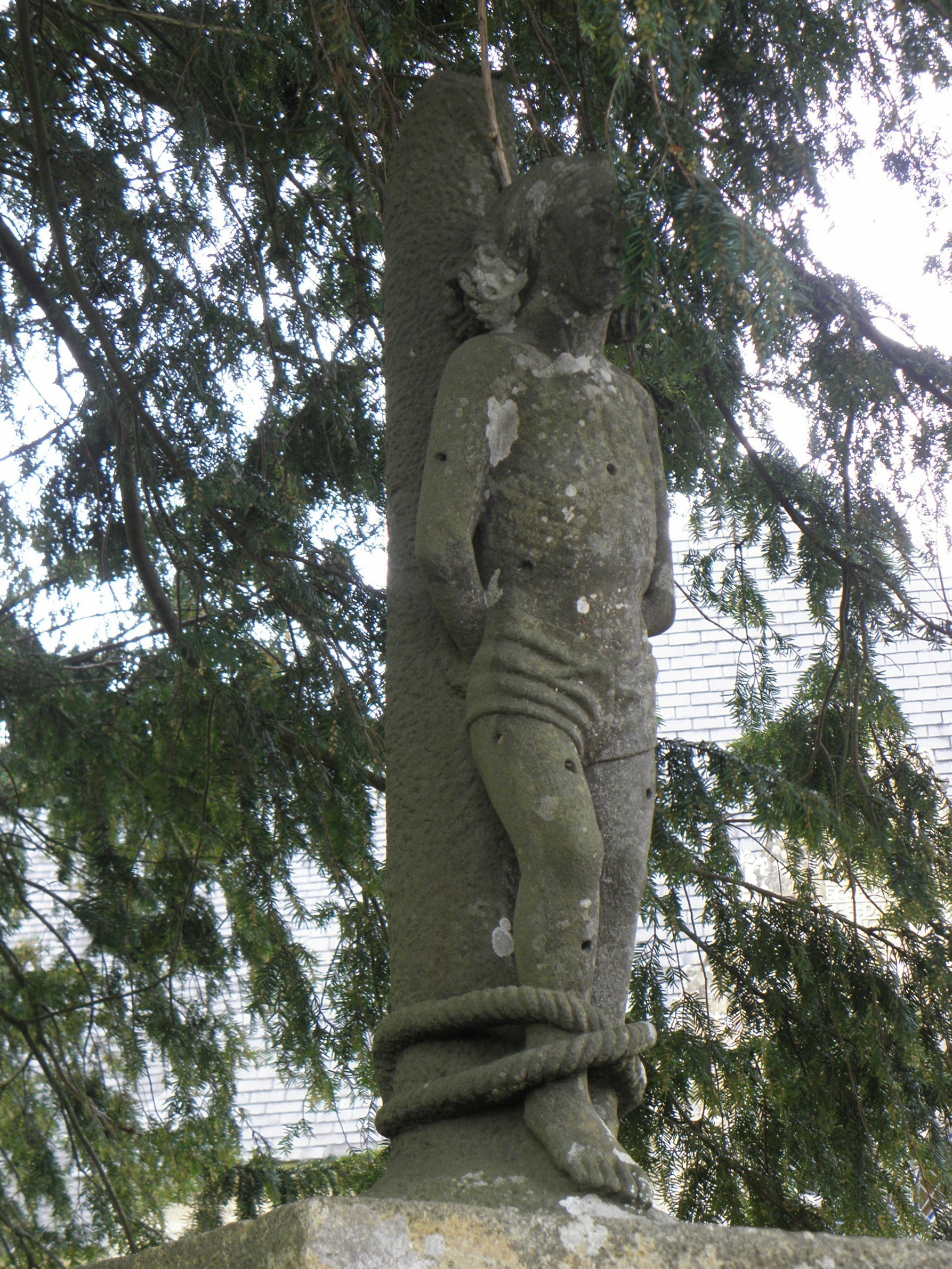
Chapelle Notre-Dame de Trévarn : statue de saint Sébastien au portail d'entrée de l'enclos paroissial.
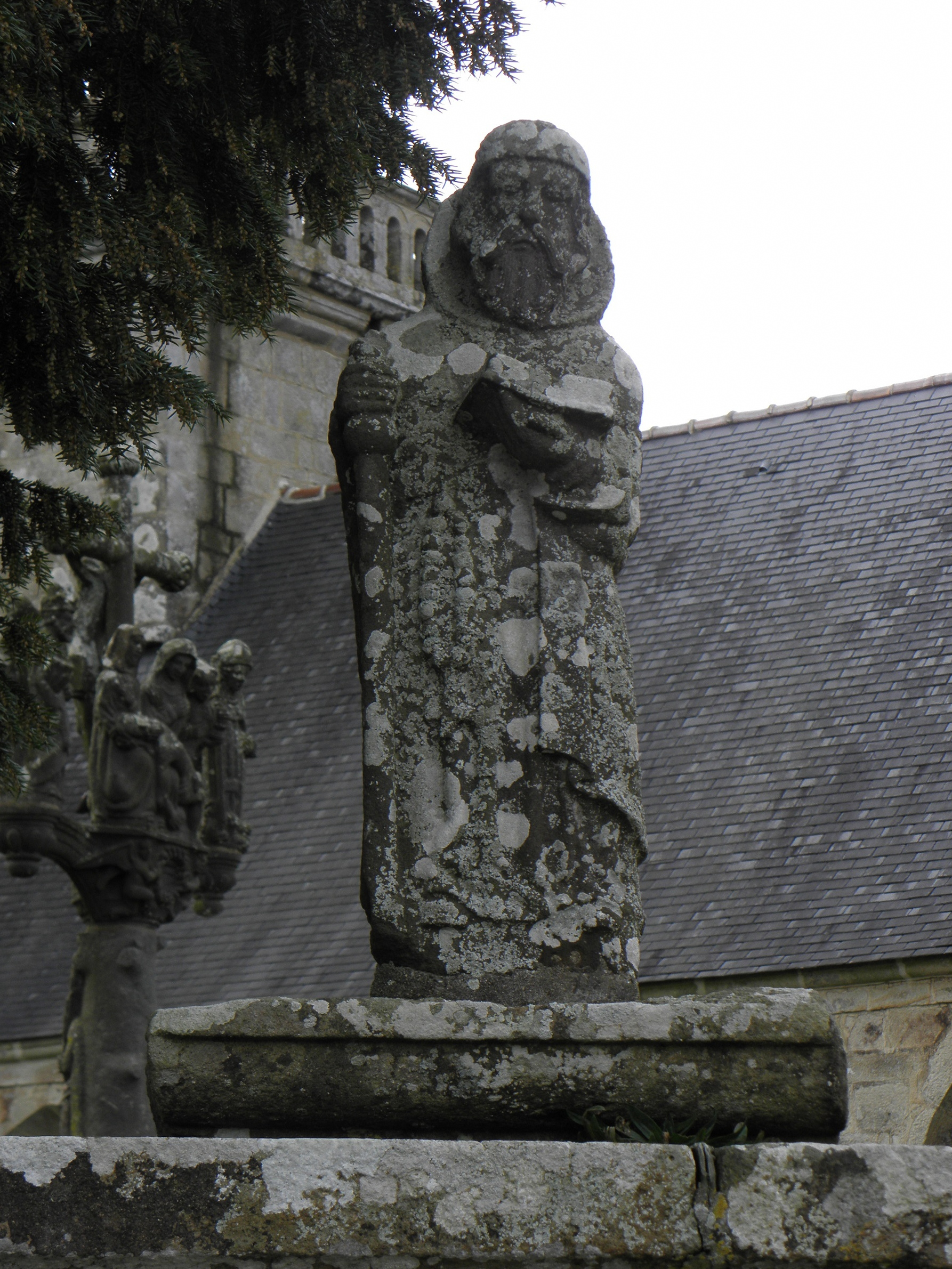
Chapelle Notre-Dame de Trévarn : statue de saint Antoine au portail d'entrée de l'enclos paroissial.

- Le manoir de Créac'h-Balbé[72], construit en 1860 par Pierre de Parcevaux. C'est un édifice néo-XVIIIe siècle de plan symétrique, composé d'un corps de logis central encadré de deux pavillons bas dans le même alignement. Vendu en 1926 à la famille Bréart de Boisanger, celle-ci en 1940 met le château à disposition des Filles du Saint-Esprit qui y créent une École ménagère rurale, puis à partir de 1967 une Maison d'accueil ouverte à des groupes variés du monde ecclésial, religieux ou éducatif. C'est désormais un centre spirituel du diocèse de Quimper[73]
- Le manoir de Kerdaoulas[58] date des XVe et XVIe siècles. Initialement propriété des seigneurs de Névet, puis de la famille de Goëzbriant (de Goësbriand) à partir de 1695, ce manoir est acheté dans la décennie 1890 par la famille Bréart de Boisanger. Le jardin d'agrément du manoir de Kerdaoulas est "Patrimoine classé" depuis 1992[74].
  - La chapelle de Kerdaoulas, de plan rectangulaire, date du XVIIIe siècle.
  - La croix celtique érigée par la famille Bréart de Boisanger en commémoration des six membres de cette famille morts pour la France[75].
- Le manoir de Beuzidou, construit au XVIe siècle par la famille Courtois ; il passe ensuite vers 1500 par mariage dans les mains de la famille Le Veyer et en 1761 dans celles de la famille de Flotte en raison du mariage de Marie Le Veyer avec Paul de Flotte[76]. La chapelle de Beuzidou, de plan rectangulaire, date du XVIIIe siècle.
- Neuf croix et calvaires se trouvent sur le territoire communal dont, outre la croix celtique déjà évoquée, celui du Buzidou (date du XIXe siècle) ; celui de Cleuz-Bras (vers 1580) ; celui de Kergoat (1942) ; celui du Quinquis (1518 et 1630), qui porte un Christ de Roland Doré et une Vierge de Pitié à son revers ; celui de l'église, daté dans son écu de 1575 ; celui de la mission de 1894 ; celui de Croas-Madec, daté dans son écusson de 1570 ; celui de Trévarn (vers 1630)[77].
- Sept moulins ou anciens moulins dont celui du Beuzidou[78], en bordure de la Mignonne, qui a été aménagé en gîtes ; ceux de Kerdaoulas, de Guern-ar-Coadic, Moulin Neuf, etc.
- 31 kanndi[36] ont été recensés à Saint-Urbain et un chemin piétonnier des kanndi a été balisé ; l'un d'entre est en projet de restauration, celui de Penbran, par l'association Dourdon[79].
- Le Monument aux morts

## Enseignement
- La commune possède une école primaire publique rénovée en 2003, une garderie, un service de restauration scolaire.

## Équipements
- Un complexe de sports en plein air (2 terrains de foot, 1 terrain multisports en stabilisé, un terrain de tennis, un terrain de basket) et une aire de jeux pour les enfants.
- La salle municipale Ty Kreis-ker et les associations se réunissent dans la salle Ty-An-Holl équipée d'un boulodrome. Ty-An-Holl abrite le foyer des jeunes sous la responsabilité de la MPT de Landerneau.

## Associations sportives
- Le club de l'ES Mignonne est une entente sportive entre deux communes, Irvillac et Saint-Urbain.
- Le Golf de Brest-Iroise[80] est situé à Lann-Rohou en Saint-Urbain : niché dans un parc boisé de 220 hectares et dessiné par l'architecte anglais Michael Fenn en 1976, il comprend deux parcours, un 18 trous et un 9 trous, qui possèdent chacun un tracé traditionnel et sportif. En 2010, un parcours de karting indoor a ouvert sur lez même site.

## Personnalités liées à la commune
- Georges du Louët, né au Quinquis, trève de Trévarn, évêque de Tréguier de 1602 à 1604, dont la tombe se trouve dans la chapelle, ancienne église tréviale, de Trévarn[81].
- La famille Bréart de Boisanger[82] (famille originaire d'Hennebont) :
  - Adrien Charles Marie Bréart de Boisanger, né le 3 février 1839 à Québlen en Quimperlé, décédé le 26 janvier 1907 au manoir de Kerdaoulas en Saint-Urbain. Officier de marine. Chevalier de la Légion d'honneur. Marié le 18 février 1872 à Quimperlé avec Ursule Marie Charlotte Hersart de La Villemarqué, née le 17 mars 1849 à Paris, décédée le 29 septembre 1912 au manoir de Kerdaoulas en Saint-Urbain) et fille de l'écrivain Théodore Hersart de La Villemarqué.
    - Pierre Marie Clément Bréart de Boisanger, né le 22 novembre 1872 à Quimperlé, décédé le 4 juillet 1951 au manoir de Kerdaoulas en Saint-Urbain. Vice-amiral, préfet maritime de Bizerte, maire de Saint-Urbain. Grand officier de la Légion d'honneur. Marié le 19 avril 1900 à Guichen (Ille-et-Vilaine) avec Françoise Marie Thérèse Pinczon du Sel (née le 4 juin 1877 à Maxent (Ille-et-Vilaine), décédée le 20 août 1958 au manoir de Kerdaoulas en Saint-Urbain. Il joua un rôle important de soutien à la Résistance, particulièrement en 1944 lors de la libération de Daoulas.
- La famille de Goësbriand[83] :
  - Charles, marquis de Goësbriand, né en 1661 au château de la Noë verte à Plouezoc'h et décédé le 10 février 1709 à Kerdaoulas, marié le 24 octobre 1695 à Kerdaoulas avec Gilette Urbane Buzic, née en 1673 au château de Kerdaoulas en Saint-Urbain (trève de Dirinon) et décédée le 16 février 1721 à Saint-Urbain[84].
    - Leur fils, Anonyme[85], dit ensuite « comte de Goësbriand », né à Kerdoualas le 25 juin 1700, décédé en 1782 à Kerdaoulas, fut capitaine des Dragons du régiment de Condé en 1725, puis major dans un régiment de dragons, celui d'Egemont. Marié avec Jeanne Thérèse Désirée de Bereur.
      - Leur fils, Christophe-Marie de Goësbriand, né le 2 novembre 1748 à Rennes, décédé le 30 juin 1825 à Kerdaoulas, fut enseigne de vaisseau en 1773, lieutenant de vaisseau en 1779 et quitta la Marine en 1783. Il émigra en 1791 pendant la Révolution française et fit partie de l'armée des Princes pendant la guerre de Vendée[86] et prit part à l'expédition de Quiberon. Il termina sa carrière en 1814 comme capitaine de vaisseau[84]. Il se maria avec Pauline de La Boëssière-Lennuic (1763-1841).
        - Leur fils, Pierre-Désiré de Goësbriand, né au château de Kerdaoulas en Saint-Urbain, fut juge de paix sous la Restauration et poète breton, traducteur de Fables de La Fontaine en vers bretons ; il écrivit aussi Gwerzamgamm an Tregoat a Vertonet (Combat des Trente) et de nombreux poèmes en langue bretonne ; il fut aussi membre de l'Association bretonne. Il épousa Émilie Pastour de Kerjean (1789-1864) ; le couple eut dix enfants.
          - Leur fils, Louis de Goësbriand, né à Kerdaoulas le 4 août 1816 fut ordonné prêtre le 13 juillet 1840. Parti aux États-Unis, après avoir été prêtre à Cincinnati et Louisville, il devint vicaire général à Cleveland et en 1853 évêque du nouveau diocèse de Burlington. Il fit venir aux États-Unis de nombreux prêtres d'origine finistérienne. En 1870, il participe au Concile du Vatican. Chanoine d'honneur de la cathédrale de Quimper, il décéda à Burlington le 30 octobre 1899[87].
          - Son frère, Hyacinte de Goësbriand, fit partie de l'armée des zouaves pontificaux, fut blessé à la tête à la bataille de Castelfidardo en 1860, et promu capitaine des zouaves pontificaux en 1862. Époux de Mélanie Du Breil de Rays.
          - Sa sœur, Cécile de Goësbriand (née le 21 novembre 1812 à Kerdaoulas, décédée le 26 juin 1881 à Morlaix, mariée le 28 février 1832 à Saint-Urbain avec Étienne de Quengo de Tonquédec.
          - Sa sœur, Marie-Thérèse de Goësbriand (née le 22 septembre 1818 à Kerdaoulas, décédée le 22 janvier 1874 au manoir de Penfoulic en Fouesnant), mariée le 24 décembre 1844 à Saint-Urbain avec Charles Bernard de Poulpiquet de Brescanvel.
          - Son frère Charles de Goësbriand (1821-1888)
          - Son frère, Ambroise de Goësbriand (1822-1885)
          - Son frère, Francis de Goësbriand (né le 19 avril 1832 à Kerdaoulas, décédé en 1911), marié le 10 janvier 1859 à Bannalec avec Henriette Du Breil de Rays.
- La famille de Percevaux :
  - Louis-Claude de Percevaux, né le 17 février 1784 à Brest, décédé le 28 avril 1838 au château de Tronjoly en Cléder, épousa le 5 octobre 1812 à Saint-Urbain Louise de Goësbriand, née le 15 novembre 1791 à Kerdaoulas en Saint-Urbain, décédée le 16 avril 1870 à Saint-Pol-de-Léon et héritière du manoir de Creac'h Balbé en Saint-Urbain (fille de Christophe-Marie de Goësbriand et de Pauline de La Boëssière-Lennuic).
    - Leur fils, Pierre de Percevaux, né le 30 janvier 1836 au château de Tronjoly en Cléder, décédé le 20 février 1900 à Landerneau, fut maire de Saint-Urbain. Il se maria le 24 mai 1864 à Nantes avec Noëmie Jaillard de la Marronière, décédée le 3 janvier 1891 à Creac'h-Balbé en Saint-Urbain.
      - Un de leurs fils, Maurice de Percevaux, né le 16 avril 1873 à Saint-Urbain, décédé le 6 janvier 1922 à Créac'h-Balbé en Saint-Urbain, fut aussi maire de Saint-Urbain. Marié le 26 août 1902 à Plélan-le-Grand avec Marie de Grimaudet de Rochebouët.
      - Un autre de leurs fils, Paul de Percevaux, né le 17 juin 1865 à Nantes, décédé le 6 novembre 1926 à Mer, officier supérieur d'infanterie. Marié le 11 novembre 1893 à Tours avec Marie-Louise Bailloud de Masclary.
        - Leur fils, Jacques-Marie-Alain de Parcevaux, né le 5 novembre 1914 au château de Créach-Balbé en Saint-Urbain, décédé le 18 avril 2009 à Nantes, diplômé de l'École spéciale militaire de Saint-Cyr, participa à la Seconde Guerre mondiale, combattant avec les cadets de Saumur sur la Loire en 1940, puis membre des Forces françaises libres, participant à la campagne de Tunisie comme lieutenant de spahis, rejoignant la Division Leclerc comme capitaine d'un escadron de chars, puis au débarquement de Normandie, à la Libération de Paris avant d'être blessé en Lorraine et de finir la guerre en Bavière[88]. Il exerça après la Deuxième Guerre mondiale diverses responsabilités militaires, notamment à l'État-major et dans la région de Constantine (Algérie), terminant sa carrière militaire comme général de division commandant la région militaire de Nantes. Retraité, il devint maire de Saint-Urbain en mars 1977 et exerça deux mandats jusqu'en mars 1989, partageant sa vie entre le manoir de Beuzidou et son autre domicile à Nantes[89]. Grand officier de la Légion d'honneur. Croix de guerre 1939-1945. Il était membre de l'Association bretonne. Inhumé le 21 avril 2009 à Saint-Urbain.
          - Sa fille Véronique de Percevaux est adjointe au maire de Bordeaux.